# Vitrail

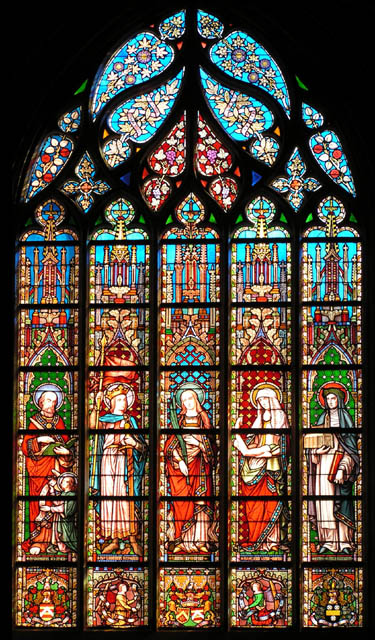
Vitrail du XVIe siècle réassemblé par Samuel Coucke (1861), église Notre-Dame du Sablon de Bruxelles.

Le vitrail est une composition décorative ou figurative formée de pièces de verre assemblées par compartiments, enchâssées dans des cadres. Ces pièces peuvent être blanches ou colorées, elle reçoivent un décor ou sont le support d'un contenu narratif, faisant du vitrail civil ou religieux un objet d'art ornemental ou d'art du récit imagé par l'agencement des formes, des couleurs et les jeux de lumière sur le verre bullé, transparent, translucide ou opaque. Le mot vitrail désigne un matériau et une technique, alors qu'une clôture en vitres non découpées s'appelle un vitrage et que la fermeture d'une baie fixe avec du verre s'appelle une verrière.
On retrouve des traces de vitrail primitif durant l'Antiquité tardive sur les ouvertures d'édifices religieux chrétiens. Le vitrail actuel va être inventé au début du Moyen Âge, avec des pièces de verre assemblées par des baguettes de plomb, spécifiquement profilées. Ce procédé de sertissage par « mise en plomb », bien qu'aujourd'hui toujours dominant, n'est pas le seul en usage : d'autres techniques, telles que celles du ruban de cuivre (aussi appelée méthode Tiffany, de son concepteur Louis Comfort Tiffany), de la dalle de verre enchâssée dans le béton ou le silicone, de collages (avec des résines ou des polymères), de thermoformage, de fusing et du vitrail à verre libre, peuvent être utilisées ou combinées.
Un vitrail est appelé vitrerie lorsque son dessin est géométrique et répétitif (par exemple des losanges ou des bornes). La vitrerie est généralement claire et sans peinture.

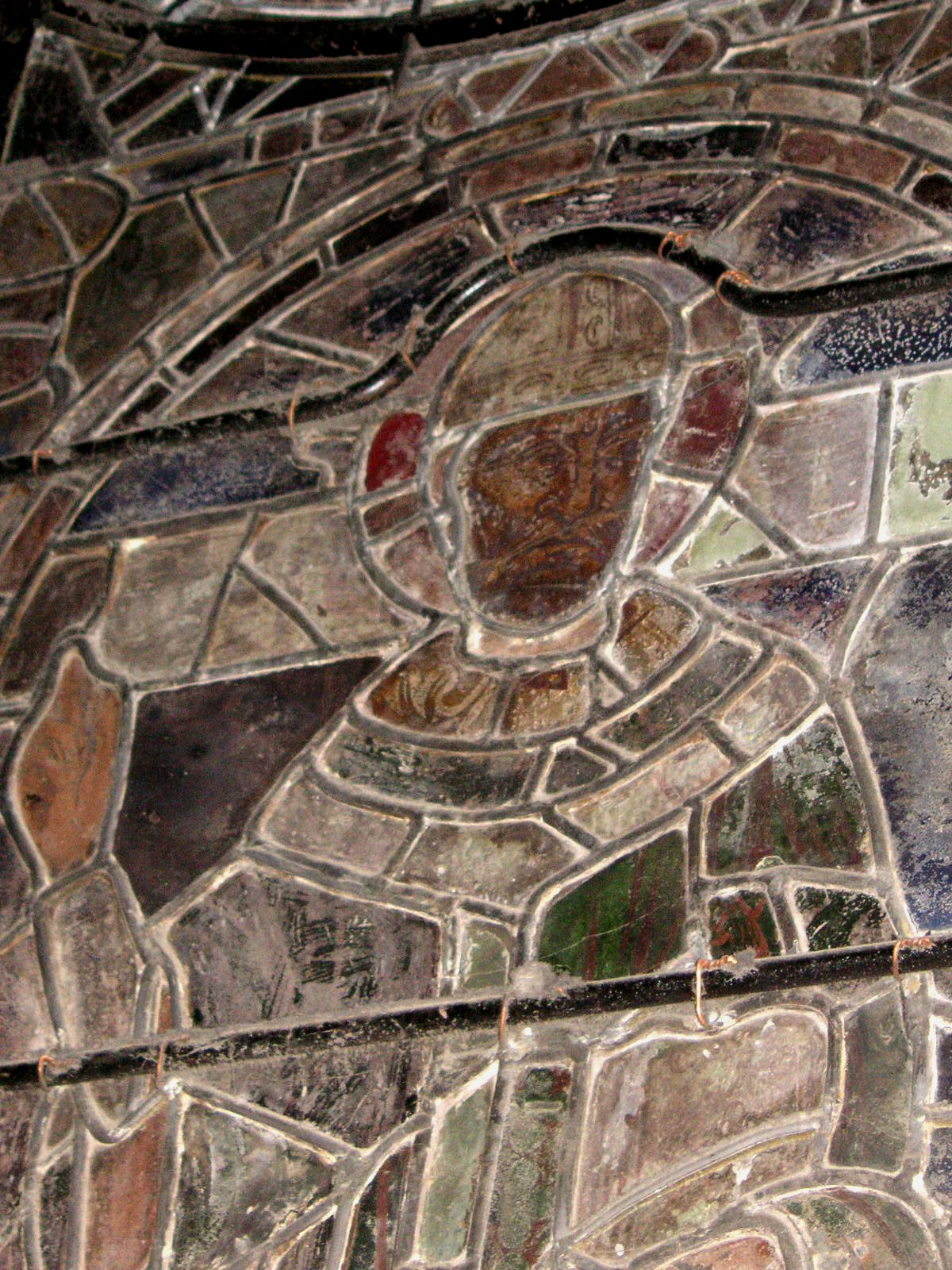
Détail d'un panneau du vitrail de Saint Thomas, cathédrale de Canterbury.
La surface peinte des verres est apparente. Les plombs en H sont visibles avec leurs jonctions soudées, de même que les fers raidisseurs et les fils de cuivre qui les lient au vitrail.

Selon l'Institut national des métiers d'art, la France, pays de cathédrales, est le pays qui a la plus grande surface de vitraux dans le monde, soit 90 000 m2 de vitraux.

## Historique

### Les origines
Le verre coloré a été produit depuis les époques les plus reculées. Tant les Égyptiens que les Romains ont excellé dans la fabrication de petits objets de verre coloré. Le British Museum possède deux pièces romaines exceptionnelles, la coupe de Lycurgue, dont la teinte couleur moutarde prend des reflets pourpres lorsque la lumière la traverse et le vase Portland, bleu nuit à décor incisé blanc.
Les Romains avaient l'habitude de décorer leurs thermes de mosaïques de verre coloré (tels les « millefiori », mosaïques de verre multicolore), ce qui permettait de tamiser la lumière, et les riches Romains fermaient les fenêtres de leurs villas avec du verre peint coloré. Des mosaïques incrustées d'or et de verre polychrome ornent l'architrave, l'entablement et les colonnes de la basilique Saint-Paul-hors-les-Murs dès le IVe siècle.
Dans les premières églises chrétiennes des IVe et Ve siècles, on peut encore observer de nombreuses ouvertures occultées par des motifs en très fines feuilles d'albâtre serties dans des cadres en bois, donnant un effet de vitrail primitif. Ainsi cinq fenêtres de vitrail sont répertoriées dans la basilique Sainte-Sophie, datant du VIe siècle. On retrouve aussi des premiers vitraux pour la basilique Saint-Vincent de Paris, aujourd'hui disparue, et une des premières roses de vitraux, appelée cive, à la basilique Saint-Vital, montrant un Christ bénissant. Les églises européennes d'Occident adoptent massivement cette nouvelle mode au VIIe siècle, comme à Bourges et à York. En Orient aussi, on a trouvé les restes de vitraux du VIIIe siècle dans les fouilles d'une église de Jéricho, mais l'usage byzantin abandonne le vitrail par la suite.
Des effets semblables ont été atteints avec une grande sophistication par des créateurs orientaux en Asie Mineure et en Perse en utilisant le verre coloré en lieu et place de la pierre.

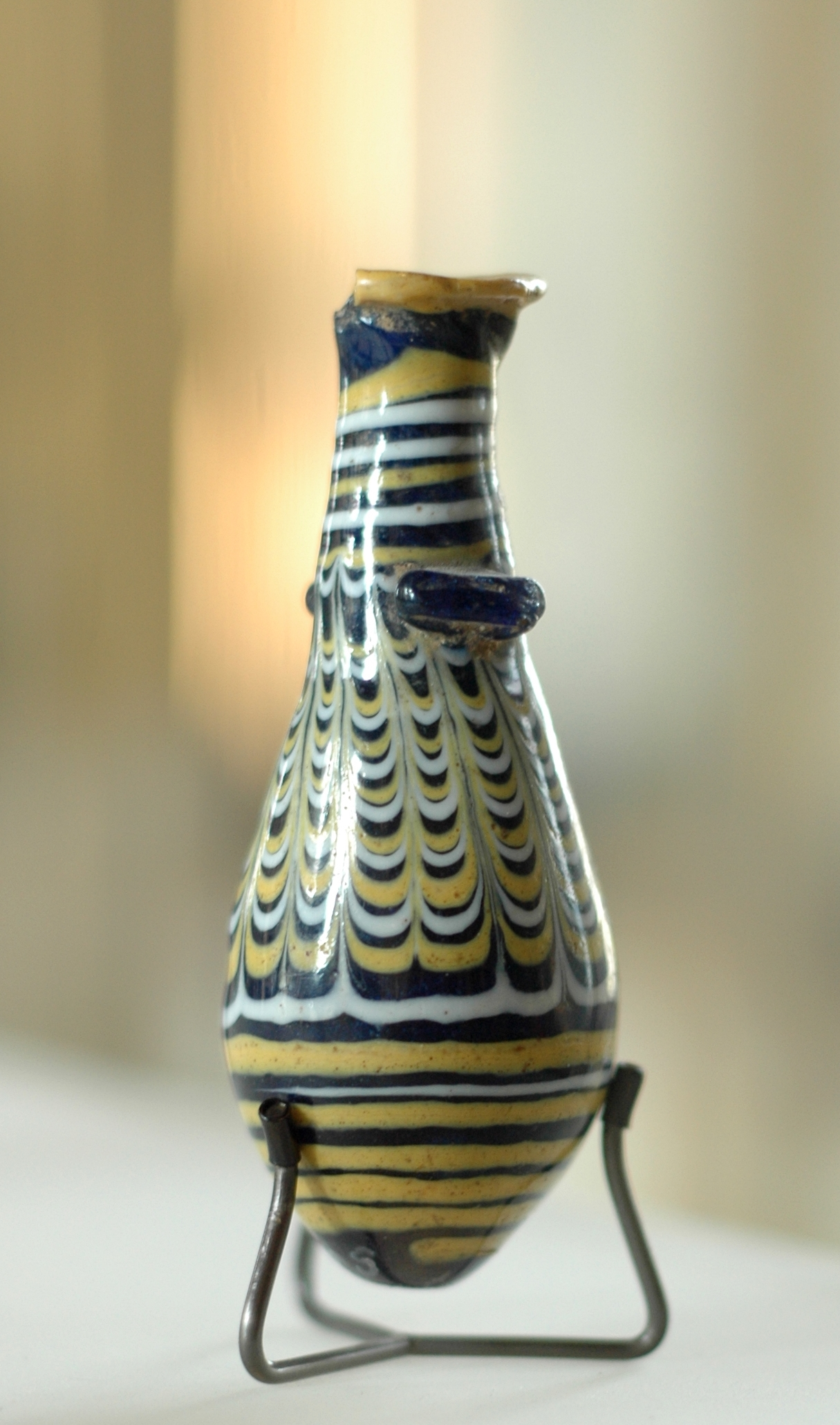
Flacon à parfum, Ier siècle av. J.-C. (Louvre)
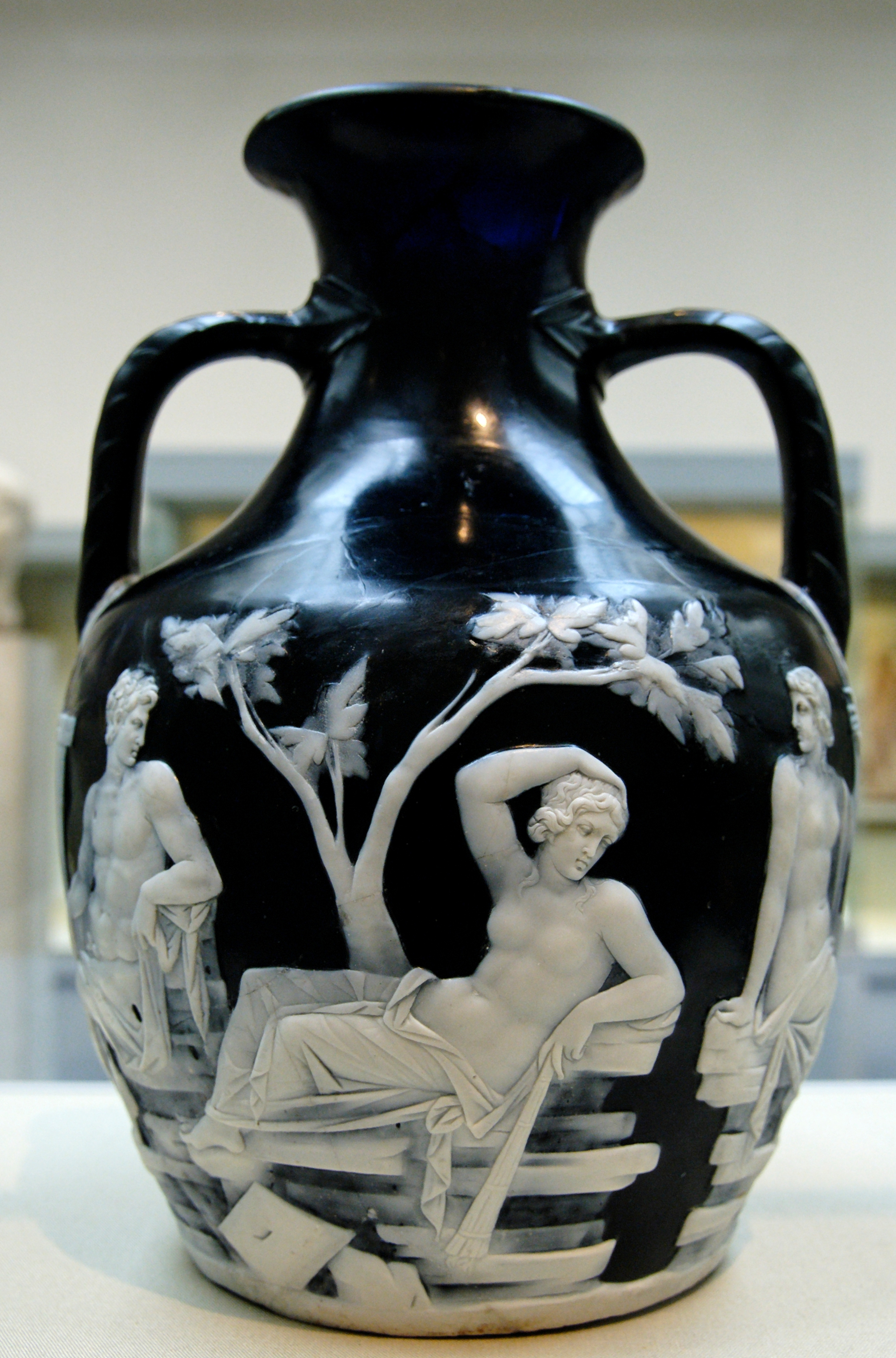
Vase Portland, camée de verre, Ier siècle apr. J.-C.
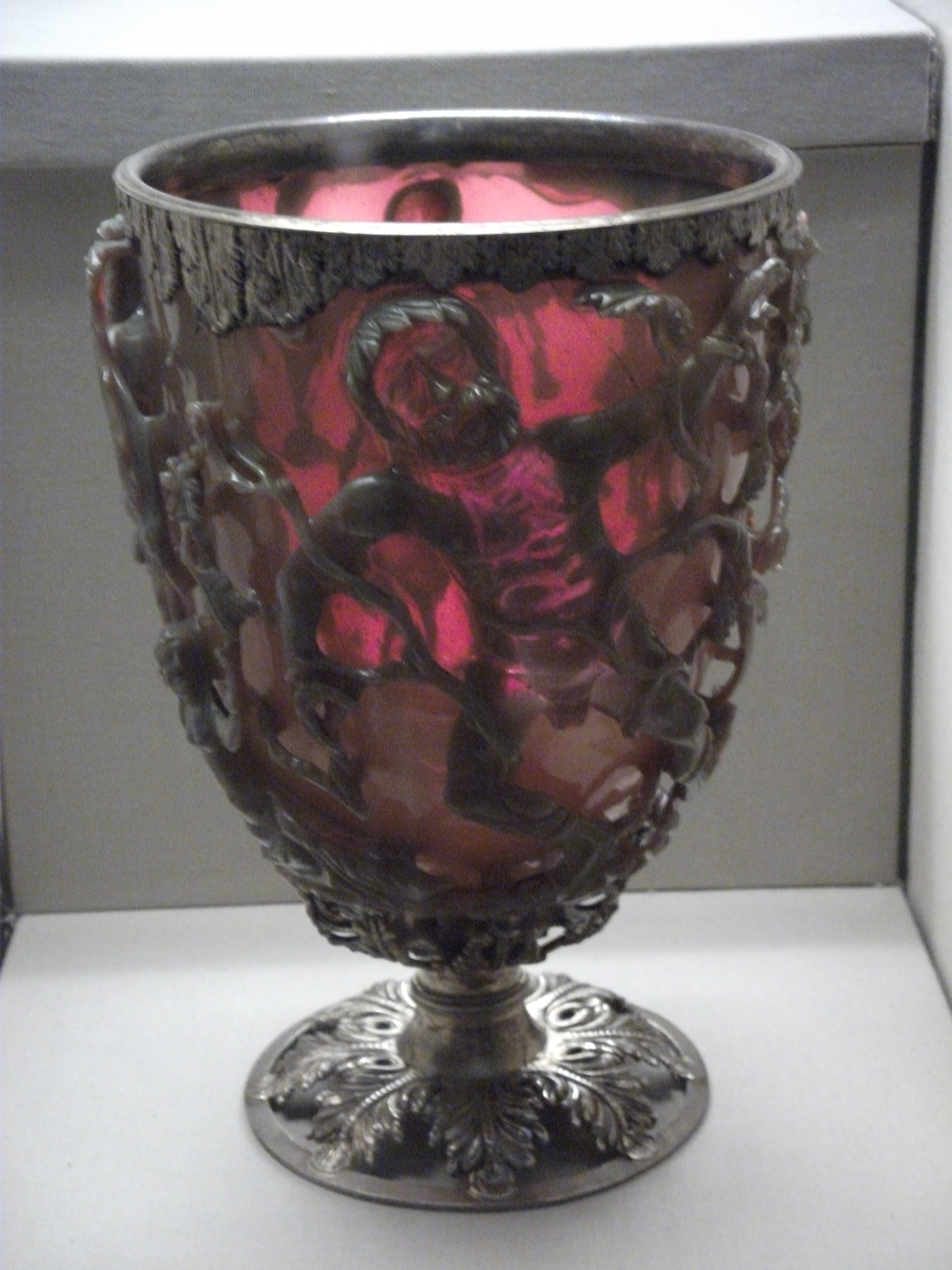
Coupe de Lycurgue IVe siècle apr. J.-C.

### Le vitrail médiéval

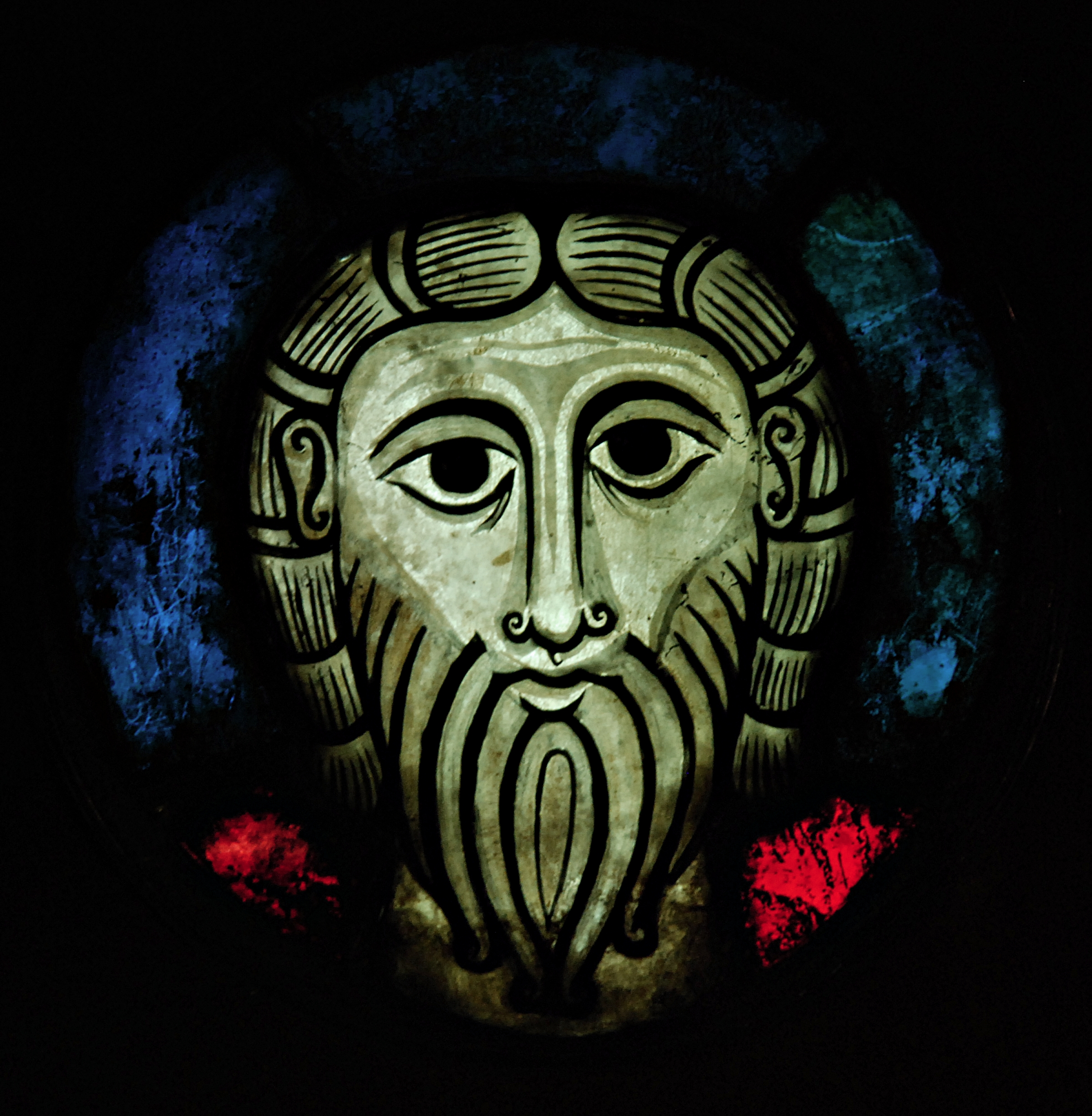
Le Christ de Wissembourg, le plus ancien vitrail figuratif en bon état subsistant, datant d'environ 1060. Conservé à Strasbourg.

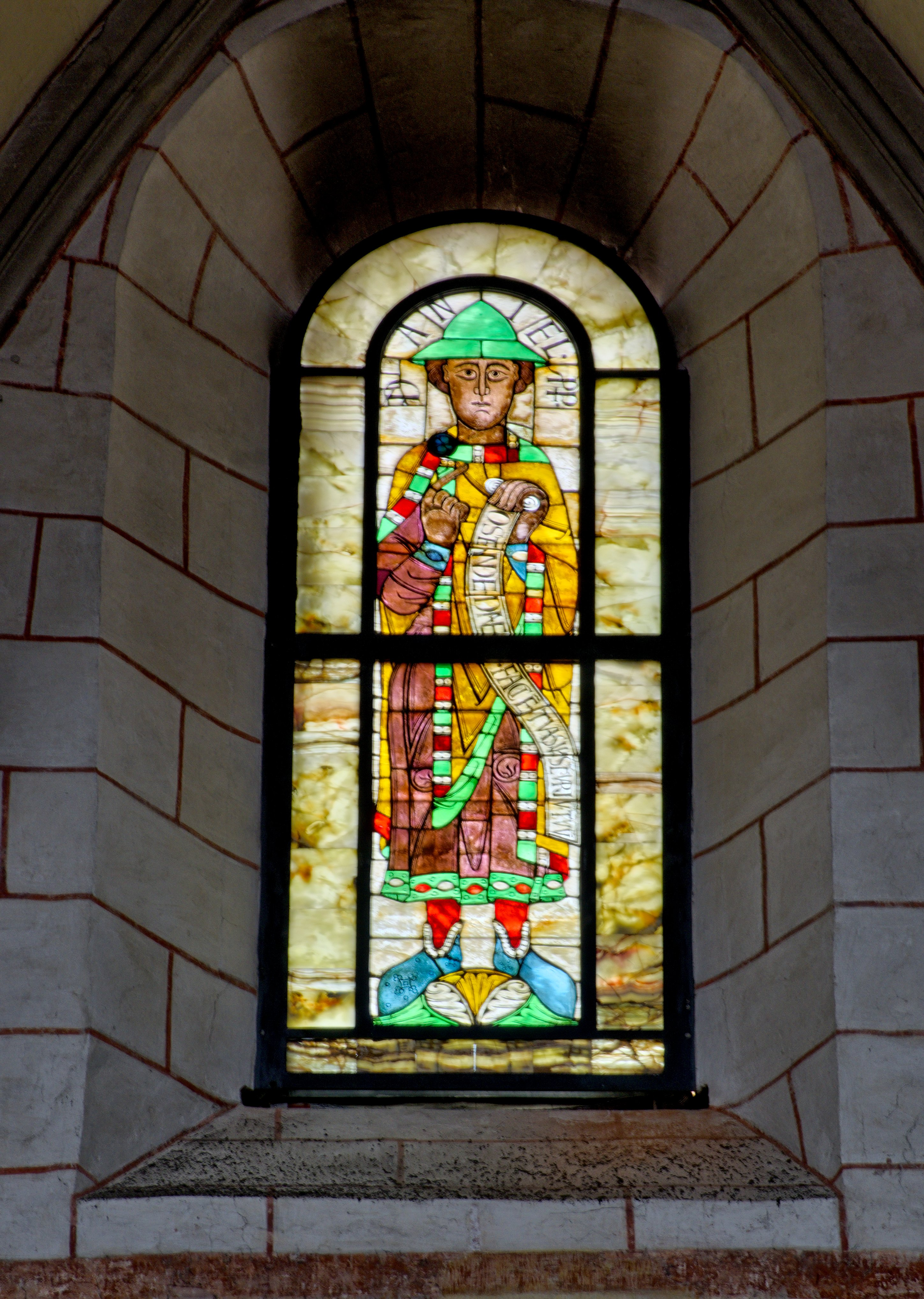
L'un des vitraux romans de la cathédrale Notre-Dame d'Augsbourg, représentant le prophète Daniel (vers 1065). Après le Christ de Wissembourg, ils sont les plus anciens vitraux en bon état subsistant. On peut remarquer l'emploi de pierre translucide associée au verre coloré.

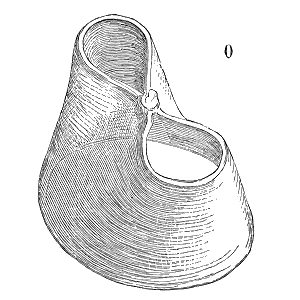
Fabrication de vitrail au XIIe siècle.

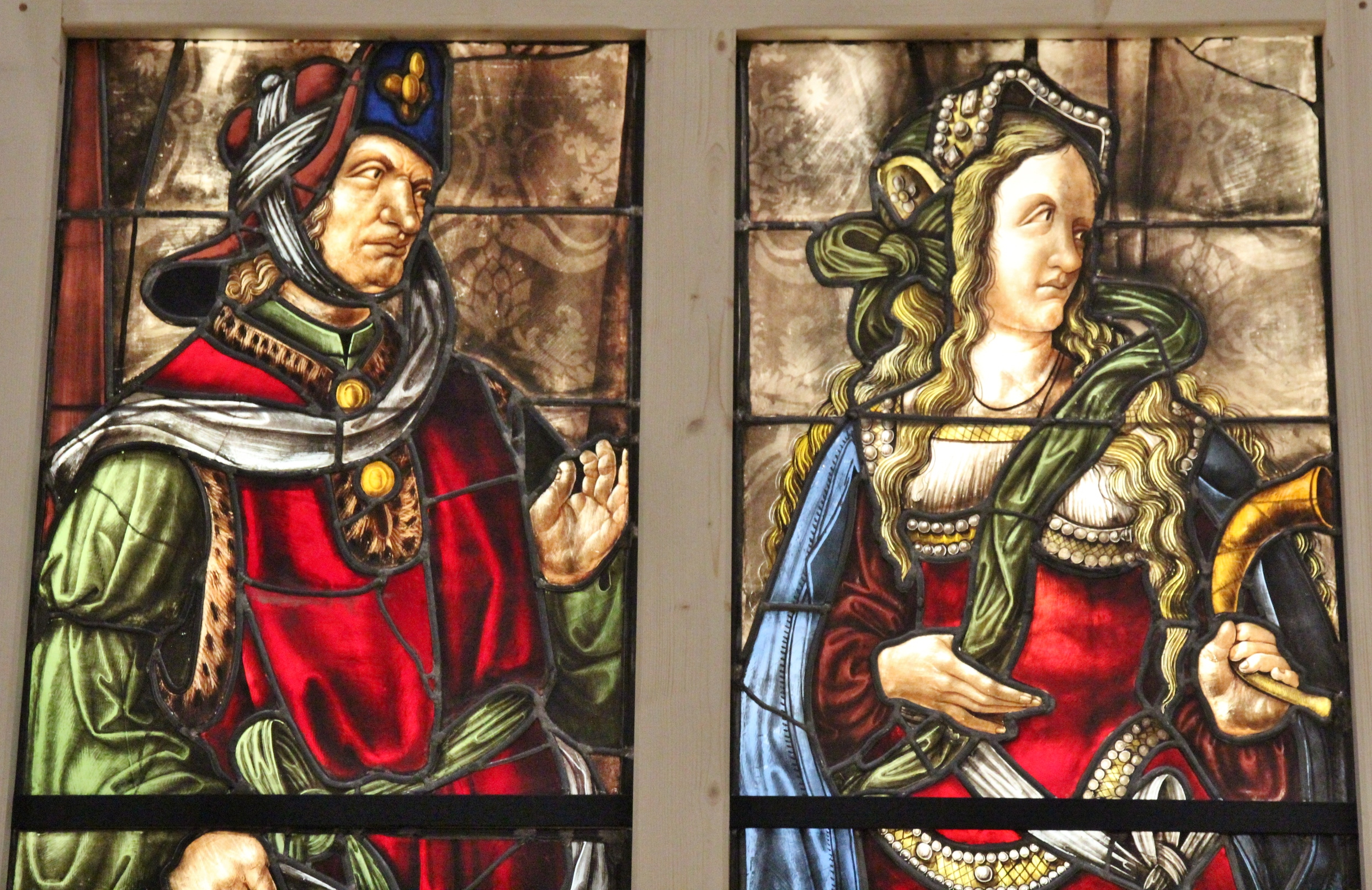
Vitrail d'Arnaud de Moles à la cathédrale d'Auch (1507-1513).

En tant que forme artistique, la technique du vitrail atteint sa plénitude au Moyen Âge.
À partir du VIe siècle, l'Italie, influencée par Rome, se dote de vitraux enchâssés dans des cadres en bois, quelquefois dans des châssis de métal ou sertis dans du plâtre ou du stuc, cette technique de stabilisation des vitraux étant progressivement remplacée (il subsiste de robustes cadres de fer qui sont encore visibles dans la cathédrale de Chartres et à l’extrémité orientale de la nef de la cathédrale de Canterbury) à partir du Xe siècle en Occident par le vitrail au plomb qui résiste mieux à l'humidité de son climat et est un matériau plus souple et malléable. Ces vitraux n'utilisent comme couleurs que le gris, le brun et le noir, aussi ils restent assez sombres et sont employés pour souligner les ombres ou dessiner les draperies de personnages. La plupart n'ont pas résisté aux dégradations du temps, il n'en subsiste que des fragments dans la cathédrale Saint-Bénigne de Dijon, la cathédrale de Beauvais, l'église carolingienne de Lorch ou dans la châsse de Séry-lès-Mézières.
La technique de fabrication des vitraux est décrite pour la première fois dans l'histoire dans De arte vitriaria, deuxième livre du traité sur les métiers Schedula diversarum artium rédigé dans le premier quart du XIIe siècle par le moine Theophilus Presbyter.
Durant les périodes romane et du gothique primitif (950 à 1240), les ouvertures se développent, exigeant de plus grandes surfaces vitrées. Le style roman utilisant l'arc en plein cintre ne permet que des ouvertures limitées, favorisant les jeux de contraste entre ombre et lumière et se caractérise essentiellement par de petits vitraux en assemblage de médaillons carrés ou circulaires, les scènes étant bordées de riches motifs végétaux (acanthes, fleurons, feuilles, pétales, motifs perlés). Le foyer du vitrail médiéval au plomb se trouve d'abord en France, notamment à la basilique Saint-Denis au IXe siècle, ou encore à Auxerre ou à Reims. Le pape Grégoire le Grand ayant mis en avant la fonction pédagogique de l'image qui se déploie dans les églises, et les canons du concile de Rome de 1050 ayant rappelé la mission d'instruire et de moraliser de l'Église, les œuvres sculptées et les fresques à l'intérieur des édifices romans retracent la suite des événements bibliques. Lorsque les baies se multiplient et gagnent en importance à l'époque gothique, la fonction pédagogique des fresques perd de son importance, au profit des sculptures et des vitraux. Comme l'œil doit effectuer un effort pour voir les motifs figuratifs des vitraux qui se situent à tous les niveaux de l'église, de plus en plus haut, les artistes les déforment volontairement afin de les rendre accessibles aux croyants.
Les Cisterciens développent, en rapport avec leur idéal de simplicité et de dépouillement, un type de vitrail incolore composé le plus souvent d'éléments décoratifs non-figuratifs et répétitifs, en particulier des motifs géométriques, comme dans l'abbaye d'Aubazine. À la même époque, les préoccupations religieuses de Suger le conduisent à donner une grande importance théologique et liturgique aux couleurs et à la composition dans la conception des vitraux de la basilique Saint-Denis. L'invention de l'architecture gothique y apparaît comme la volonté de substituer la transparence du verre à l'opacité des murs qui ont tendance à se réduire à des nervures où s'encastre le verre. L'arc brisé et la croisée d'ogives permettent d'équilibrer les forces sur les piles. Les murs n’ont donc plus à supporter le poids de la structure et peuvent alors être ouverts vers l'extérieur. Avec le développement ornemental de l’architecture gothique, les ouvertures deviennent donc de plus en plus grandes, améliorant l'éclairage des intérieurs. La cathédrale de Metz innove en se dotant de bas-côtés relativement bas par rapport aux voûtes de nef principale (plus de 27 m de différence) pour permettre la réalisation d'imposantes verrières qui en feront la cathédrale la plus vitrée d'Europe. La lumière devient suffisamment abondante pour que les peintres-verriers puissent jouer à la colorer par de nombreux vitraux. Ces derniers ne laissent rien voir de l’extérieur mais laissent entrer la lumière. L'architecture gothique innove en introduisant un cloisonnement des fenêtres par des piliers verticaux, les meneaux et des motifs de pierre. La composition narrative des scènes superposées (la lecture de cette iconographie se faisant généralement de gauche à droite en commençant par le bas) s'accompagne de décors et personnages plus naturalistes au gothique classique et rayonnant. La complexité de ces ouvertures atteint son apogée dans les immenses baies du style flamboyant européen dont les figures s'allongent, pouvant occuper toute la baie, tandis que les personnages présentés ont des allures plus maniérées.
Intégrés à la tendance à l’élévation verticale des cathédrales et des églises paroissiales, les vitraux deviennent des créations de plus en plus audacieuses. La forme circulaire, ou rosaces développée en France, évolua à partir de percements relativement simples dans les parois de pierre, jusqu'aux immenses rosaces, comme celle du fronton ouest de la cathédrale de Chartres. Cette cathédrale est célèbre pour son « bleu de Chartres » et ses vitraux du XIIIe siècle. Le temps des cathédrales en France voit l'explosion de cet art, comme à Notre-Dame de Paris, Bourges, Amiens, Reims, Rouen, ou au Mans ainsi que dans les contrées germaniques, comme à Strasbourg, Augsbourg, Cologne, Erfurt, Ratisbonne, etc. Ces modèles atteignent une énorme complexité, la dentelle de pierre étant ramifiée en centaines de différents points, comme à la Sainte-Chapelle à Paris, véritable vaisseau de lumière.
La palette du peintre-verrier, constituée essentiellement du bleu et de rouge, s’enrichit au XIIIe siècle du vert émeraude ou vert olive, du rouge carmin et vermillon, du mauve, puis au XIVe siècle du jaune d'argent qui permet de rehausser les couleurs et de teinter dans la masse les vitraux dont la peinture du verre est devenue trop coûteuse pendant la guerre de Cent Ans.
La réalisation de vitraux médiévaux nécessite des financements importants, les maîtres-verriers, bien qu'anonymes à l'origine (quelques noms nous sont parvenus à partir de la Renaissance, tels Arnoult de Nimègue, Engrand Leprince, Romain Buron, Dominique Florentin, Jean Soudain, Mathieu Bléville, Arnaud de Moles, Valentin Bousch), étant des artistes très bien rémunérés. Ainsi deux tiers du budget d'une cathédrale sont consacrés aux vitraux, un tiers à l'architecture. Le financement des vitraux est d'abord assuré par des donations de prélats, de nobles puis à partir du XIVe siècle par les corporations et les grands bourgeois qui jouent les mécènes dans les chapelles latérales et se retrouvent dans les fabriques paroissiales qui prennent le pas sur les évêques.
L'expression « cathédrale de lumière », désignant les églises médiévales baignées de lumière, est cependant à nuancer : les vitraux qui filtrent la lumière naturelle ont tendance à assombrir les églises et cathédrales d'autant plus que la fumée des bougies et de l'encens encrassent les murs et vitraux qui se colmatent et s'opacifient au cours des siècles (vitraux lixiviables) ; le clergé du XVIIe siècle et surtout du XVIIIe siècle qui recherche plus de clarté privilégie ainsi les vitreries claires aux bordures décoratives et les vitraux en grisaille qui rendent les églises moins sombres. Les vitraux sont censés être édifiants pour les fidèles et représentent bien souvent des scènes bibliques, la vie des saints mais parfois aussi la vie quotidienne au Moyen Âge, constituant une véritable « Bible du pauvre (en) » selon l'expression d'Émile Mâle. Ils sont considérés comme de véritables supports imagés, à la façon d'une bande dessinée, pour le catéchisme des fidèles illettrés, supposés n'avoir alors qu'à lever les yeux et dépouillant de ce rôle le chapiteau roman historié, mal visible et parfois abscons. En réalité, cette conception utilitariste de l'art médiéval est exagérée, les historiens de l'art ayant longtemps fait confiance aux discours normatifs des clercs : les vitraux existent comme œuvres d'art par elles-mêmes car certaines verrières étaient trop hautes pour être lisibles, leurs scènes bien souvent trop petites ou dissimulées dans des parties sombres de l'église, et beaucoup de celles situées à hauteur d'œil (à l'exception des grands classiques qu'étaient la Nativité, l'Assomption, etc.) traitaient de véritables leçons de morale et de théologie dont le fidèle bien souvent illettré ne pouvait saisir toute la portée (le catéchisme originel ne s'adressant pas aux fidèles mais aux prêtres),. Or l'iconographie chrétienne dans les églises puise sa source d'inspiration principalement dans les Évangiles apocryphes et La Légende dorée dont la richesse n'est pas appréhendée par les laïcs. De plus, toutes sortes d'obstacles (jubés, chancels, autels, absides réservées aux officiants) se dressent entre les fidèles et les figurations, et le « laconisme du vitrail » (la concision cachant la sophistication qui préside à l’agencement des symboles et des scènes), à la limite du non-sens, rend souvent la lecture des images impossible sans un enseignement préalable et des commentaires complexes. Si le rôle iconographique du vitrail a pris une fonction didactique au XIXe siècle, le vitrail médiéval répond à des finalités supérieures : volonté d'exaltation de la lumière, symbole de la transcendance selon les théologiens, tout en constituant une clôture par rapport au monde extérieur, ce qui accentue la sacralisation de l'église ; évocation de l'éclat des pierres précieuses dont resplendit la Jérusalem céleste de l'Apocalypse.
Mais au-delà de la représentation iconographique, c'est aussi pour toute la symbolique de la lumière que l'on avait recours aux vitraux durant le Moyen Âge, et plus particulièrement pendant la période dite gothique. Selon Vitellion, intellectuel du XIIIe siècle, on distingue deux sortes de lumières : la lumière divine (Dieu) et la lumière physique (manifestation de Dieu). Les vitraux étaient alors chargés de transformer la lumière physique en lumière divine, autrement dit de faire entrer la présence divine dans la cathédrale. En outre, la lumière provenant des vitraux a pour but de délimiter un microcosme céleste au cœur de l'église.

#### Exemples de roses ou rosaces en vitrail

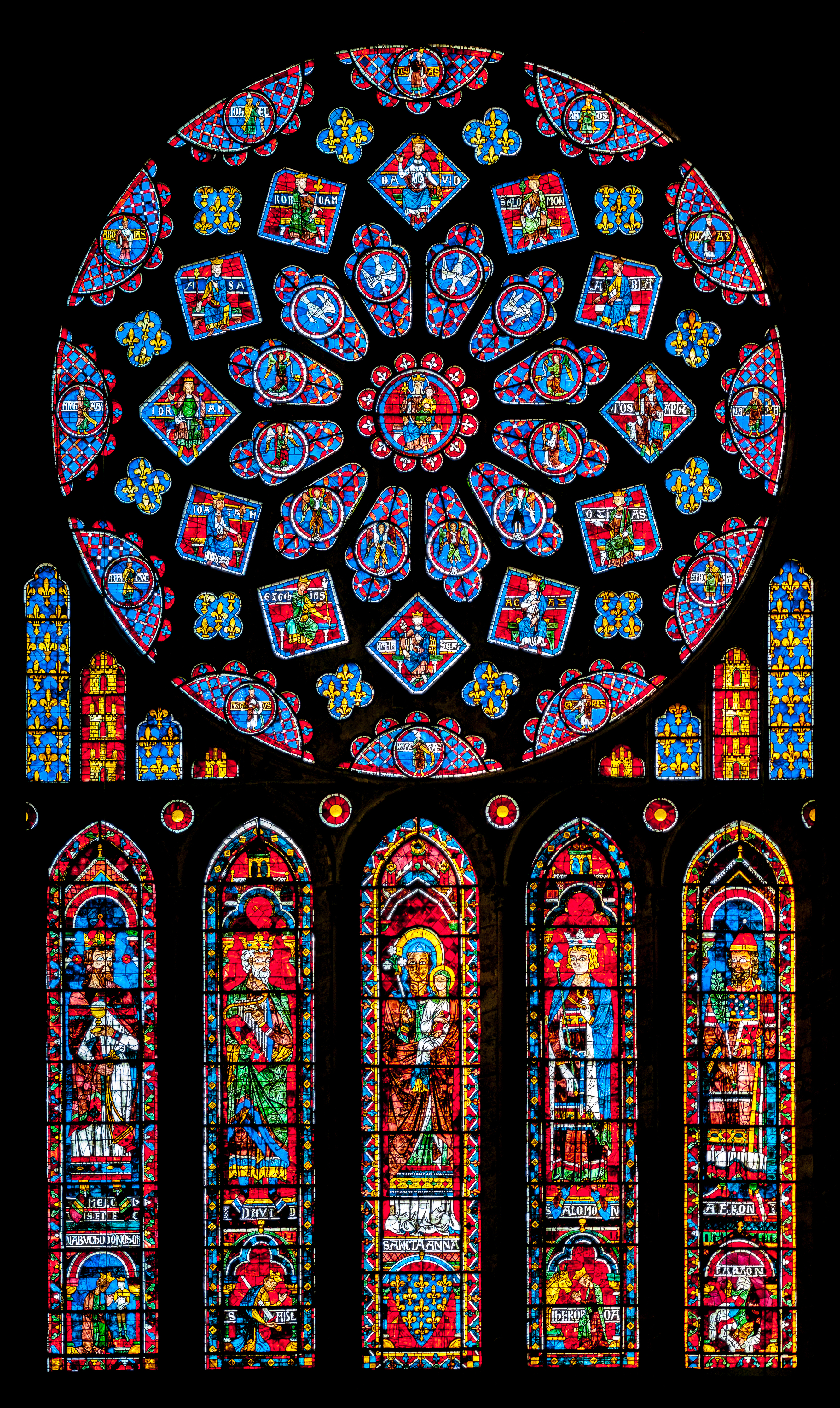
Rosace du transept nord de la cathédrale Notre-Dame de Chartres avec la Vierge Marie en son centre
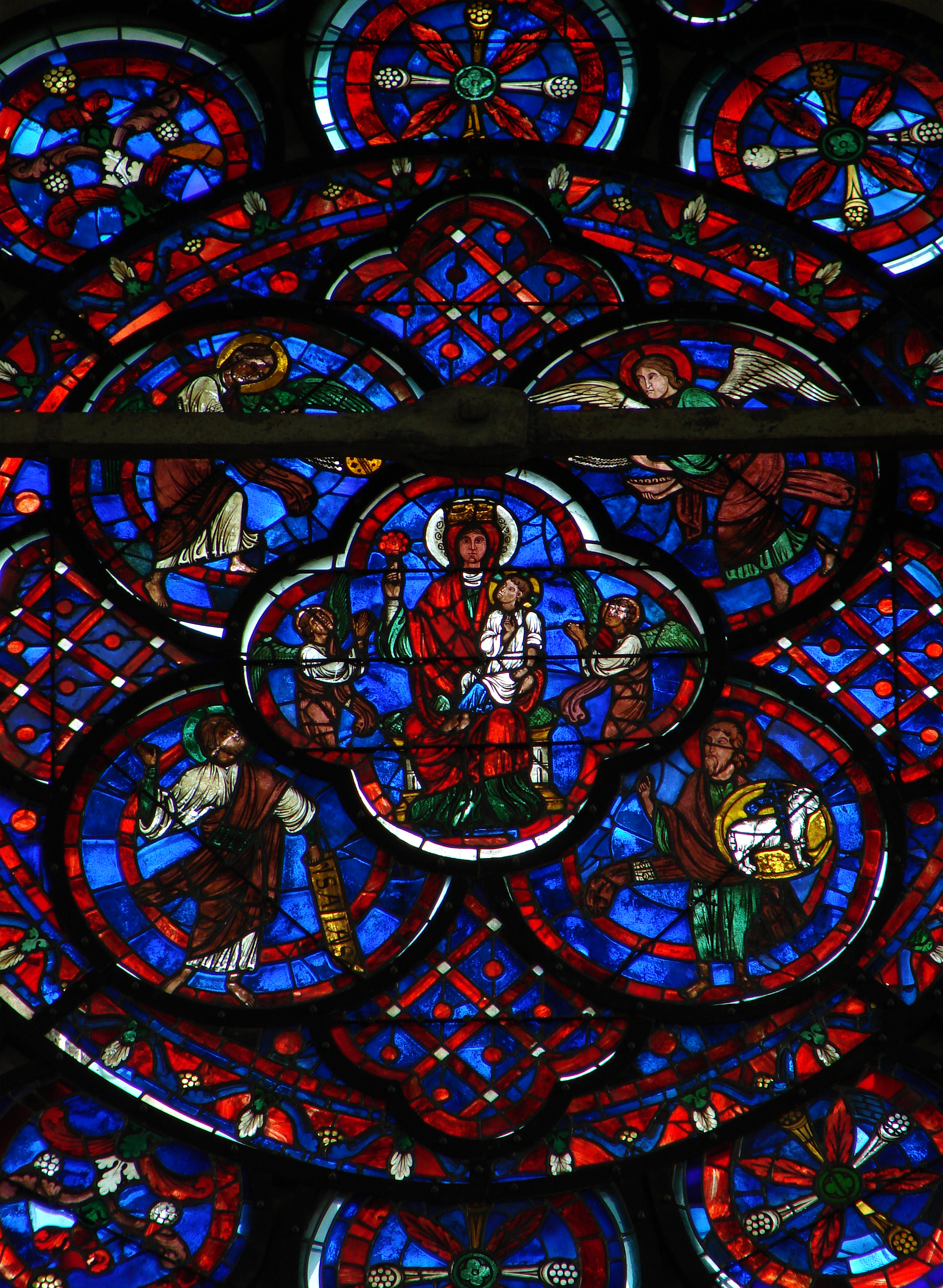
Détail de la rose du chœur de la cathédrale Notre-Dame de Laon
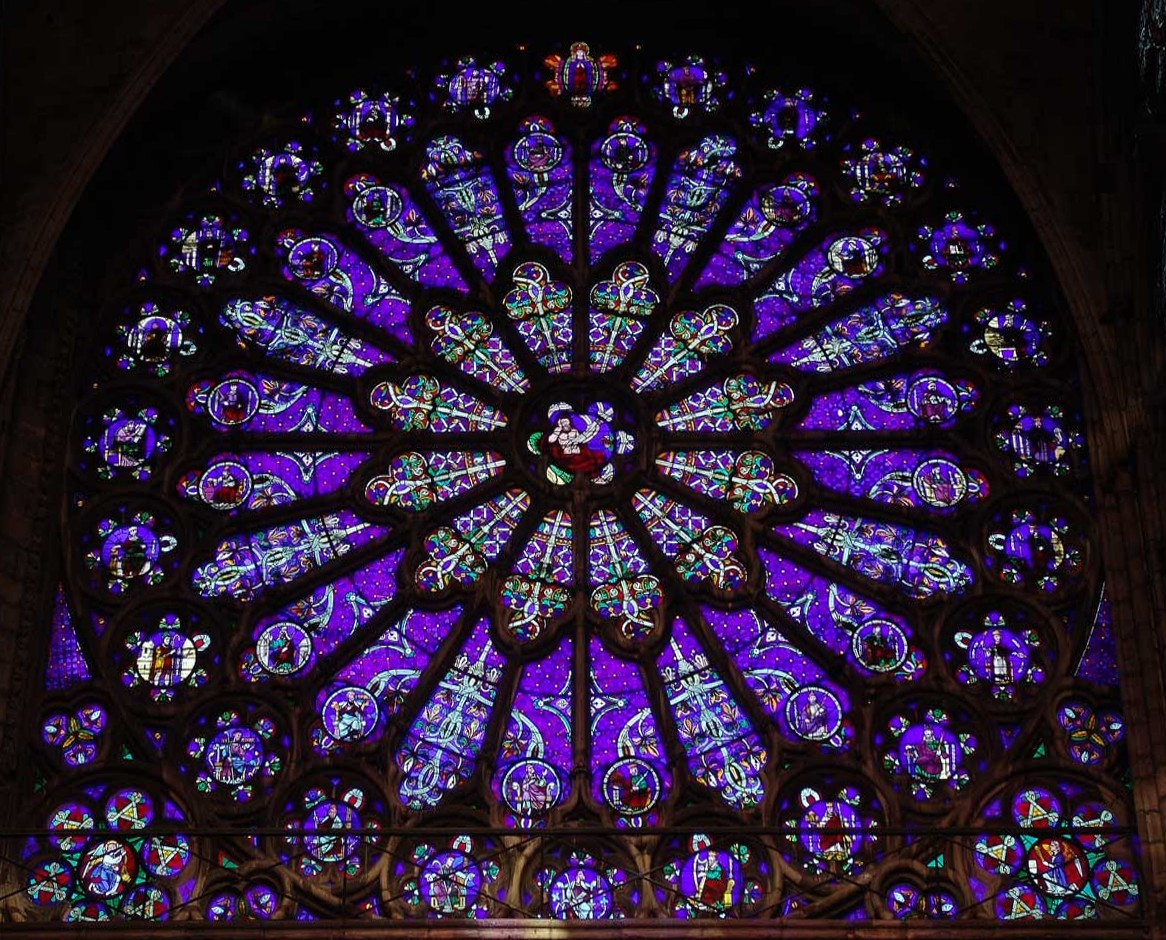
Rose du transept sud de la basilique Saint-Denis
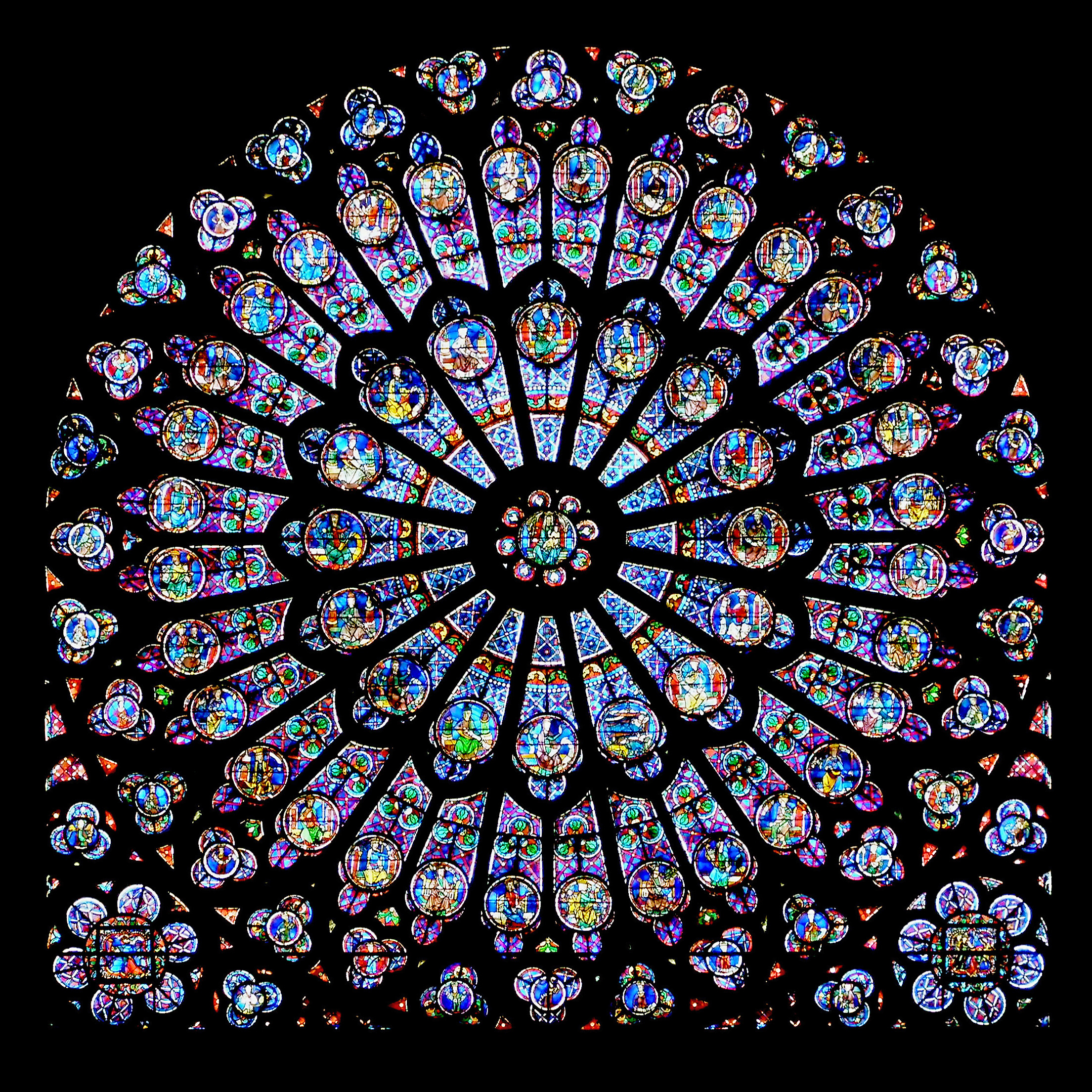
Rosace nord de Notre-Dame de Paris

### Le vitrail à la Renaissance

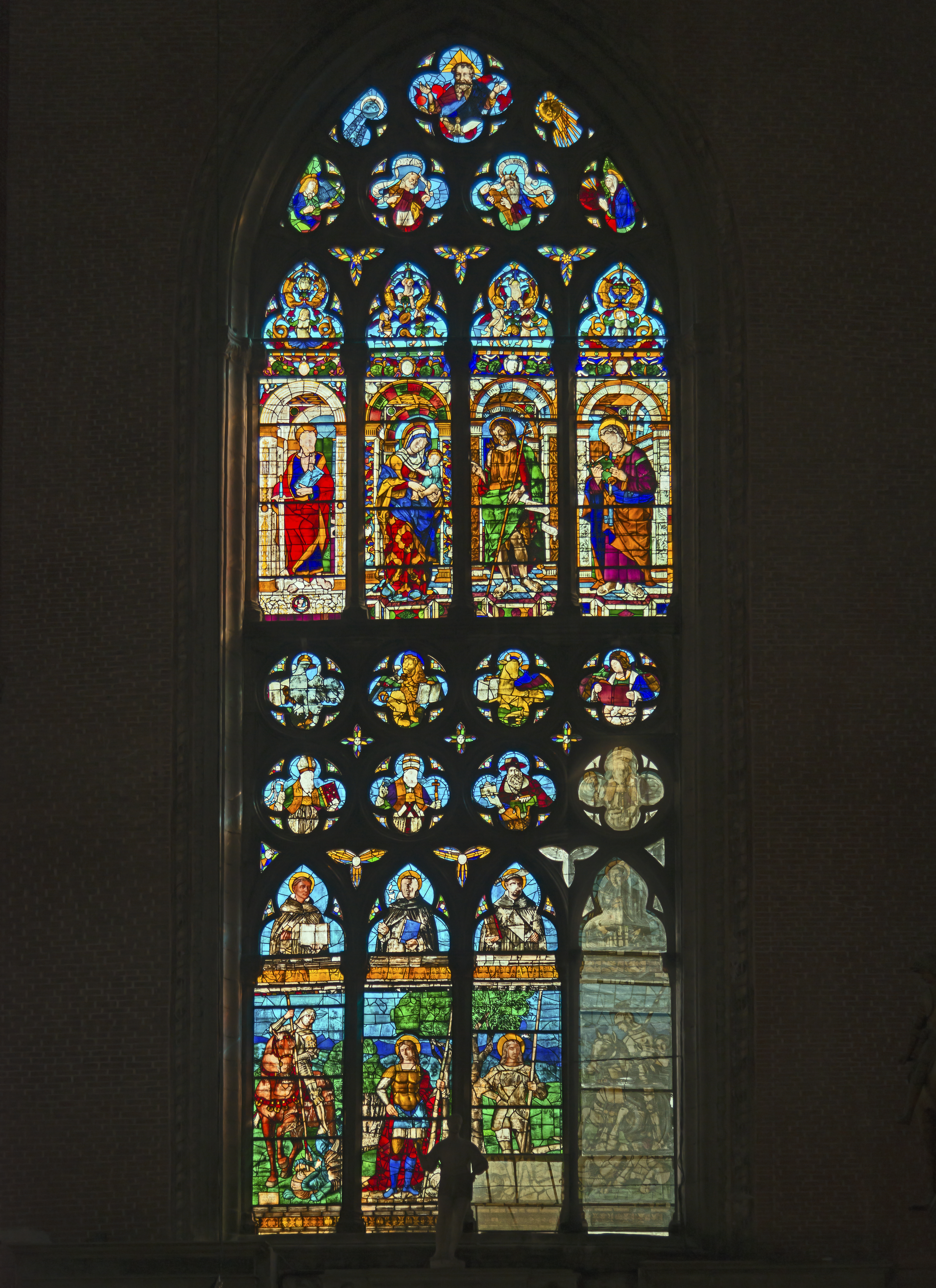
Vitrail Renaissance de la basilique San Zanipolo à Venise.

Les premières conceptions de vitraux à la Renaissance sont probablement dues à Lorenzo Ghiberti pour la cathédrale de Florence : elles comprennent trois oculi au dôme et trois à la façade et sont réalisées de 1405 à 1445 par plusieurs artistes tels que Ghiberti, Donatello, Uccello et Andrea del Castagno.
La tradition gothique se maintient parfois tandis que l'inspiration antique des artistes de la Renaissance se retrouve dans les détails décoratifs ou dans le vêtement porté par certains personnages. Le vitrail se développe parallèlement dans l'architecture civile, notamment dans les châteaux. La Renaissance marque la décadence du vitrail comme art autonome, les peintres comme Guillaume de Marcillat remplaçant les maîtres-verriers.

### Le vitrail auXVIIesiècleetXVIIIesiècle
L'architecture classique privilégie la grisaille ou les verrières blanches, la pénombre des églises gothiques étant assimilée à l'obscurantisme et l'iconographie symbolique du Moyen Âge n'étant plus comprise, ainsi beaucoup de vitraux colorés sont détruits. L’architecture baroque accentue ce déclin du vitrail médiéval en réclamant une lumière blanche pour mettre en valeur ses œuvres d'art très colorées.

### Le vitrail auXIXesiècle
En France, après la tourmente révolutionnaire, les styles néogothique et néo-roman montrent un renouveau pour le vitrail médiéval grâce aux romantiques.
Le développement du style néogothique associé au Moyen Âge est souvent imaginé comme un retour à un style national et correspond à des recherches fondées sur des opinions qui sont différentes suivant les pays :
- en Angleterre, le style gothique a été pratiqué bien plus tardivement que dans le reste de l'Europe qui l'a abandonné au XVIe siècle. La période gothique est vue par les détracteurs du Gothic Revival comme une période sombre et barbare ;
- en Allemagne, Goethe affirme en 1772 que le style gothique est un style authentiquement allemand, ce que les romantiques allemands croient jusqu'à ce qu'en 1841 Frantz Mertens, architecte de Düsseldorf, montre que le style gothique est apparu avec la basilique Saint-Denis dont la construction est antérieure à celle de la cathédrale de Cologne dont la construction est reprise en 1842 ;
- en France, le style gothique se développe en réaction à la période révolutionnaire. Il commence avec le développement de la peinture troubadour et dans l'art décoratif. Ce n'est qu'à partir de 1840 que le style gothique va se développer en architecture en France avec Eugène Viollet-le-Duc, Jean-Baptiste Lassus, Félix Duban. Pour Viollet-le-Duc, l'architecture gothique est la plus rationnelle pour construire une église.

Si tous les pays d'Europe sont touchés par le style néogothique, son développement est très variable suivant les pays. Important en Belgique, il est plus marginal en Espagne.
Deux tendances vont s'appliquer en France pour la réalisation des verrières :
- le développement de techniques innovantes ;
- la recherche d'un savoir faire traditionnel oublié progressivement à partir du XVIIe siècle.

#### L'art du vitrail au début duXIXesiècle
Au XVIIIe siècle, l'art du vitrail a presque disparu en France. Avant la Révolution, il ne restait plus que quatre peintres verriers à Paris. Un des ateliers appartenait à la famille Le Vieil : Guillaume Le Vieil (1676-1731) et son fils Pierre Le Vieil (1708-1772). Son Traité de la peinture sur verre et de la vitrerie a été publié après sa mort, en 1774.
Alexandre Lenoir a réuni au cours de la Révolution une collection de vitraux peints dans son musée des Petits-Augustins. Il a reçu l'héritage de Pierre Le Vieil, de Montfaucon et de Winkelman sur l'étude des arts. Il a publié pour la première fois, en 1803, un Traité historique de la peinture sur verre,.
En 1799 Alexandre Lenoir a demandé à récupérer les vitraux du déambulatoire de l'abbatiale Saint-Denis pour orner une salle du musée des Monuments français. Il a fait démonter et enlever la verrière de l'Arbre de Jessé. Malheureusement une partie des vitraux a été brisée et une autre vendue. Les vitraux rescapés sont revenus en 1816 à Saint-Denis. François Debret les a fait compléter et restaurer à partir de 1842 jusqu'en 1847 par Alexandre Billard.
En 1800, l'intérêt pour les vitraux est revenu en France, mais la technique des vitraux ayant été perdue, la peinture sur verre va se transformer. Le progrès de la chimie a permis l'invention de couleurs fusibles qui permettaient de réaliser des panneaux sur verre et non plus des vitraux. Les plombs n'étaient plus nécessaires dès qu'on a pu appliquer sur une lame de verre toutes les nuances de couleurs. En 1800, Alexandre Brongniart qui venait d'être nommé directeur de la manufacture de Sèvres va lancer avec Christophe Erasmus Dihl (1753-1830) des séries importantes de couleurs fusibles. Alexandre Brongniart a présenté à l'Académie un tableau peint sur verre. Il y a eu des discussions critiques entre Alexandre Lenoir et un défenseur de la peinture sur verre, M. Delafontaine,.
La signature du Concordat de 1801 va permettre la liberté des cultes et l'État va remettre les lieux de culte à la disposition du clergé. Il redonne aux conseils paroissiaux leur rôle de gestionnaire des revenus de la paroisse. Les églises sont alors la propriété des communes et les travaux d'entretien et de décoration dépendent des fabriques. L'administration des Cultes a été amenée à donner des conseils. Pour les monuments historiques, le Service des monuments historiques est créé en 1830, avec Ludovic Vitet (1802-1873) puis Prosper Mérimée (1803-1870) comme premiers inspecteurs généraux des monuments historiques. La Commission des monuments historiques est créée en 1837. Avant 1848, seuls les architectes départementaux dépendant des préfets sont consultés. Après 1848 et la création d'une Commission des arts et édifices religieux, comprenant une section « vitraux et ornements », va permettre au ministère des Cultes d'imposer ses vues grâce aux architectes diocésains.
Dès 1802, le préfet Chabrol qui souhaitait la création de nouvelles verrières pour les églises parisiennes a demandé un rapport à Alexandre Lenoir. À partir des études qu'il avait faites des vitraux conservés dans le Musée des monuments français, il a publié une histoire de l'art qui traite aussi de la peinture sur verre. Il mentionne que trois procédés ont été utilisés par les premiers maîtres verriers :
1. La teinture du verre dans sa masse ;
2. La peinture du verre en apprêt ou fixée à sa superficie ;
3. L'utilisation de l'émail[40].

Alexandre Brongniart a lu à l'Institut, en 1802, un Mémoire sur les couleurs vitrifîables tirées des oxydes métalliques. En 1801-1802, la manufacture de Sèvres réalise, grâce aux couleurs vitrifiables, un lion peint sur verre.
Les premiers essais de réalisation des vitraux ont été faits pour la basilique Saint-Denis dont la restauration avait commencé en 1806. Les premières compositions de vitrerie sont faites par Louis Huin (de)  (1756-1821) entre 1805 et 1812. Puis après une intervention de Dominique Vivant Denon, en 1811, on a envisagé de poser des vitraux peints. Ceux de Mortelèque et Gallet ne représentent que des fleurs de lys peints sur verre, posés entre 1814 et 1819.

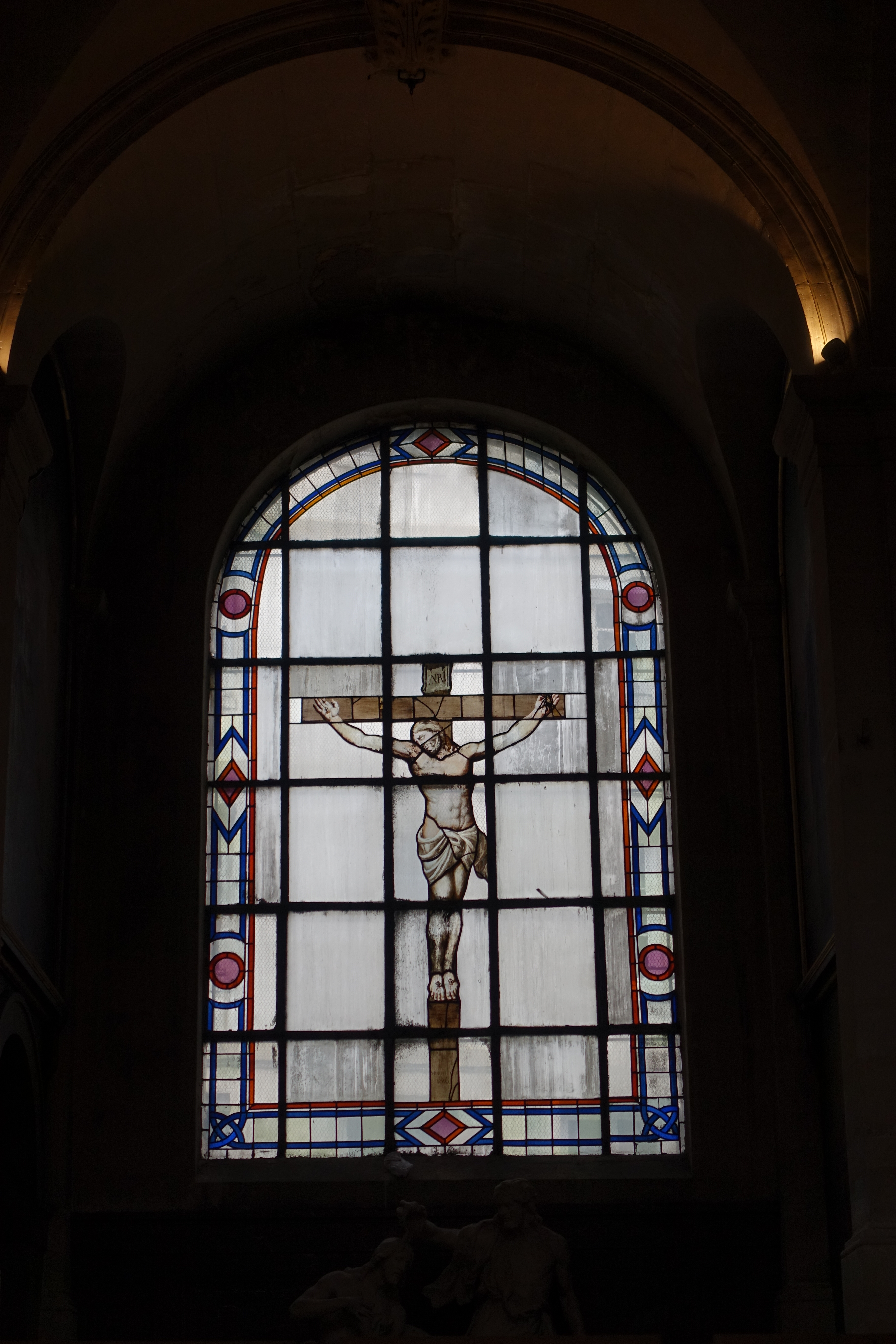
Christ en Croix
Église Saint-Roch de Paris

Le premier vitrail connu est celui réalisé en 1816 par un fabricant de couleurs, peintre sur porcelaine, Ferdinand Henri Joseph Mortelèque (1774-1842), représentant un Christ en Croix pour l'église Saint-Roch,.
En 1818, le Church Building Act (en) a entraîné la construction de plus de 600 églises dans le nouveau style à la mode Gothic revival avec une demande de vitraux pour les fenêtres. Cet intérêt pour les vitraux médiévaux va conduire à renouveler la connaissance des techniques médiévales de leur réalisation, en particulier la fabrication des verres colorés, à partir des panneaux médiévaux originaux provenant du continent. Parmi les premiers maîtres verriers anglais travaillant dans ce nouveau style, il y a Betton & Evans de Shrewsbury qui ont restauré en 1821-1823 un vitrail du XIVe siècle à Winchester College qui a été entièrement restauré. Thomas Willement (1786-1871) a commencé en 1824 à fabriquer des vitraux héraldiques.

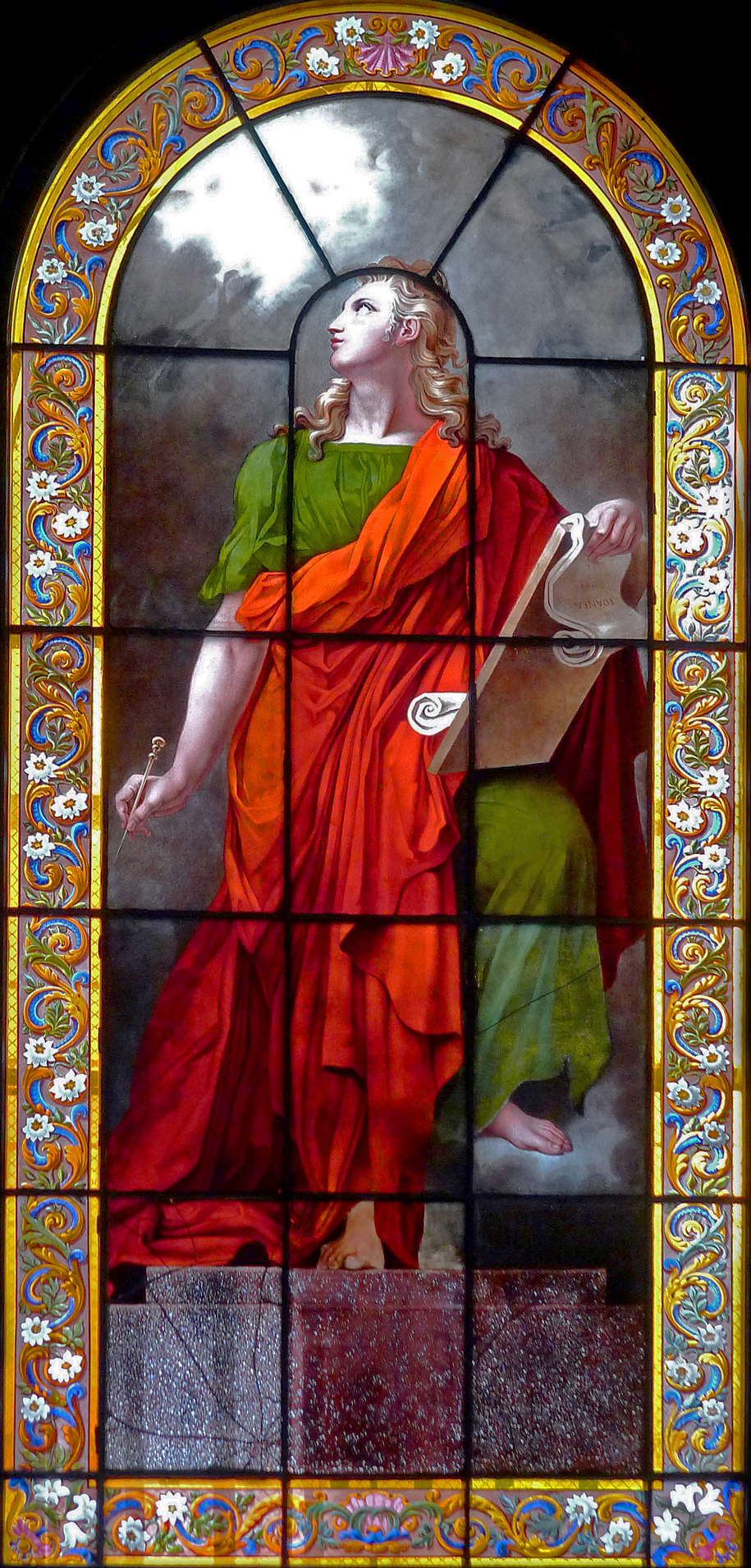
Église Sainte-Élisabeth-de-Hongrie
Vitrail de Saint Jean l'Évangéliste
Edward Jones et Warren-White

Le comte de Chabrol a ramené de ses voyages en Angleterre des innovations dont il a fait profiter la capitale : trottoirs, canalisations. Ayant constaté que les Anglais faisaient encore des vitraux de couleur, il a commandé trois verrières à l'atelier William Collins (Les Vertus théologales, aujourd'hui disparues) pour la chapelle de la Vierge de l'église Sainte-Élisabeth-de-Hongrie en 1825, et d'autres sont réalisés à Paris par les peintres anglais Warren-White et Edward Jones, en 1828.
En Allemagne, des études sont commencées à l'établissement royal de Munich pour la cathédrale de Ratisbonne. Les artistes bavarois ont reçu la commande de vitraux d'une église Sainte-Marie du Secours, du XVe siècle, dans le faubourg de l'Au à Munich, réalisés à partir de 1834.

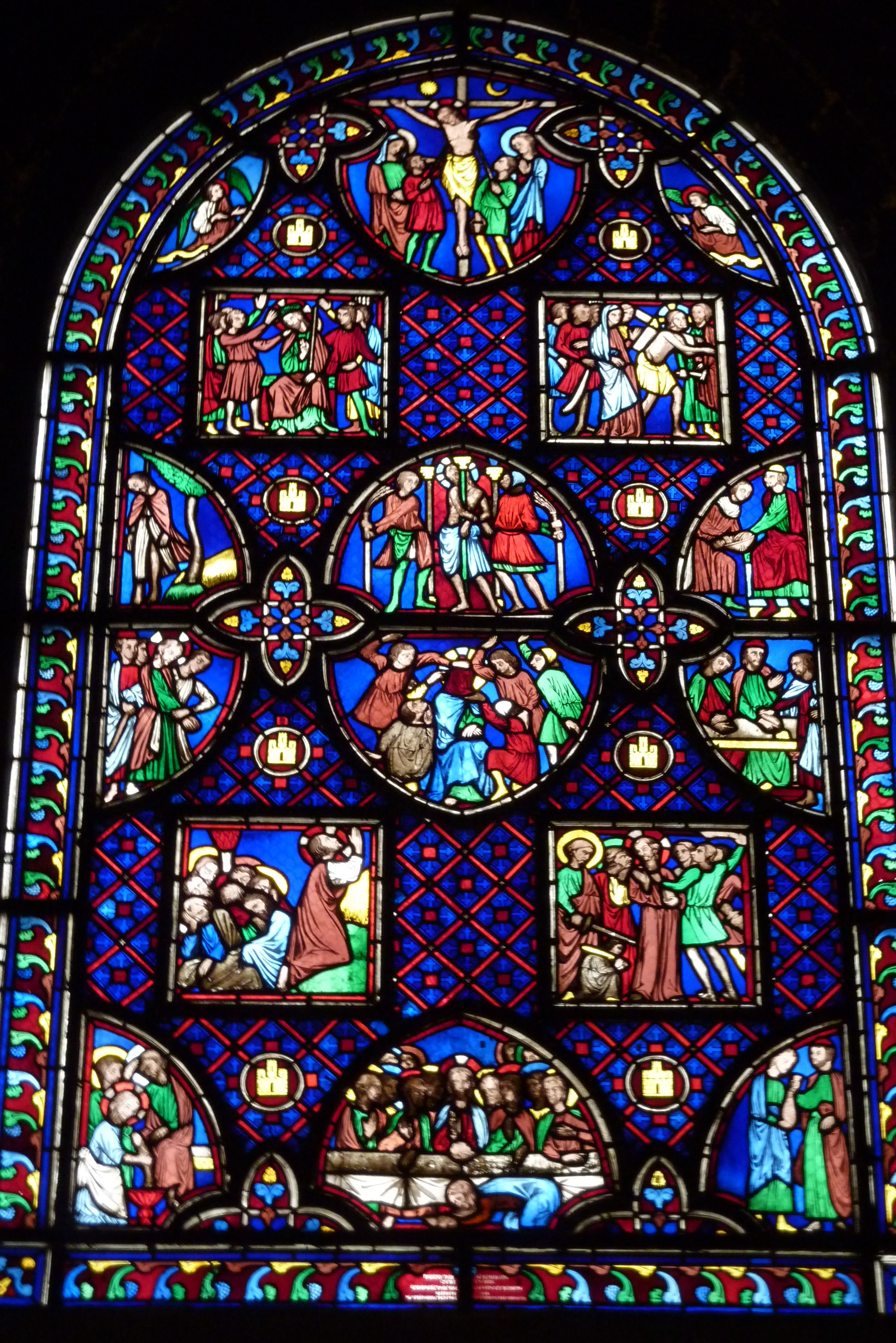
Église Saint-Germain-l'Auxerrois
Vitrail de la Passion

En France, en 1826, un architecte souhaitant des vitraux et ayant appris qu'on avait réussi à produire des verres colorés en Allemagne et en Suisse avait demandé en amener en France. Finalement le gouvernement français demanda à produire des verres colorés en France. C'est Georges Bontemps, directeur de la verrerie de Choisy-le-Roi, qui a proposé les premiers verres colorés produits en France. Il a essayé de discuter avec Alexandre Brongniart, directeur de la Manufacture de Sèvres, pour l'intéresser à l'art du vitrail au lieu de la peinture sur verre. Celui-ci donne lecture devant l'Académie des beaux-arts d'un mémoire sur la peinture sur verre, le 14 juin 1828. Ce mémoire est repris dans le Dictionnaire historique d'architecture de Quatremère de Quicy. Alexandre Brongniart avait créé en 1828 à la Manufacture royale de Sèvres un atelier de peinture réalisant des vitraux peints, dont ceux réalisés à partir des cartons peints par Ingres pour la chapelle royale Saint-Louis de Dreux et pour la chapelle Saint-Ferdinand, en 1843.
Vers 1825, d'après Ottin, les peintres verriers Holtorp et Thierry ont tenté de faire des vitraux à l'ancienne. En 1826, Pierre Robert a exécuté des copies de deux vitraux de la Sainte-Chapelle.
Adolphe Napoléon Didron va faire des études sur l'iconographie médiévale en montrant la signification spirituelle des vitraux. Avec Prosper Mérimée, Victor Hugo et Eugène Viollet-le-Duc ont intéressé le public à l'art médiéval.
Entre 1830 et 1839 vont s'ouvrir en France plusieurs ateliers ou « manufactures » en France : après Georges Bontemps à Choisy-le-Roi, Thévenot et Thibaud à Clermont-Ferrand, en 1831, Maréchal à Metz, en 1833, Lusson père au Mans, en 1835, François Fialeix associé à René Chatel à Mayet, en 1839.
En 1839 est installé à la demande de l'abbé Demerson le premier vitrail archéologique, le Vitrail de la Passion, dans l'église Saint-Germain-l'Auxerrois composé par Jean-Baptiste Lassus et Adolphe Napoléon Didron, exécuté par Louis Steinheil (1781-1855), père d'Auguste Steinheil, et M.-E.-F. Reboulleau, chimiste devenu peintre verrier. Comme l'indique Jean-Baptiste Lassus dans les Annales archéologiques parues en 1844, ce vitrail a été fait pour prouver qu'au XIXe siècle le secret de la peinture sur verre n'était pas perdu. Pour ce faire, il a choisi de copier des scènes du vitrail de la Passion qui se trouve dans l'abside de la Sainte-Chapelle. Cette réussite va montrer qu'il est possible de restaurer les vitraux médiévaux. Il va y avoir une concurrence entre deux tendances : le vitrail des archéologues soumis aux règles stylistiques et théologiques des XIIe siècle et XIIIe siècle, et le vitrail-tableau offrant une tradition plastique proche de la peinture. Le vitrail archéologique est exécuté avec des verres colorés : dans son Nouveau Manuel complet de la peinture sur verre, sur porcelaine et sur émail, en 1843 : « L'obscurité répandue par les vitraux fortement colorés dès les XIIe et XIIIe siècles ne convient plus à nos mœurs, ni à nos organes. »
En 1839, Ernest Lami de Nozan intervient sur la cathédrale Saint-Étienne de Toulouse en réalisant les vitraux représentant saint Pierre et saint Paul dans la chapelle des fonts baptismaux et deux ans plus tard il y restaure un vitrail du XVe siècle.
En 1841 se fonde le premier atelier de vitrail dans la ville du Mans par Delarue qui rapporte de Sèvres un de ses meilleurs artisans pour la restauration de la cathédrale. En 1842, Antoine Lusson fils, à qui l'on doit la restauration de la Sainte-Chapelle à partir de 1849, s'installe à son tour non sans avoir au préalable amené avec lui deux vitriers allemands de grande renommée. Avec les frères de Sainte-Croix et les Carmélites du Mans, ce seront huit ateliers qui produiront à la fin du siècle de nombreux vitraux à travers le monde en collaborant entre eux, chacun gardant ses orientations et spécificités en matière de technique,.

#### L'art du vitrail dans la seconde moitié duXIXesiècle- Le «vitrail archéologique» et le style «mixte»
Le retour au gothique défendu dans les Annales archéologiques d'Adolphe Napoléon Didron à partir de 1844 est souvent fait en ne reprenant du style gothique que les éléments décoratifs comme les fonds en mosaïques et les bordures ornementales. Le traitement des visages ne tient pas compte du graphisme linéaire et de la triangulation gothique mais adopte un modelé plus académique. C'est la remarque que fait Jean-Baptiste Lassus, qui écrit en 1844 à propos d’un vitrail de Georges Bontemps, de la manufacture de Choisy-le-Roi, dessiné par Gaspard Gsell : « une fenêtre destinée à la nouvelle église de Bon-Secours, près Rouen, bâtie en style gothique du XIIIe siècle, par l’habile architecte M. Barthélemy qui est des nôtres. Nous ferons à ce vitrail l’application de toutes les critiques qui nous ont été inspirées par la manie du perfectionnement. Les figures sont courtes et lourdes ; le geste est insignifiant, et l’expression manque complètement de cet accord indispensable pour faire deviner l’intention. Les sujets ne remplissent pas suffisamment les médaillons, et l’on y cherche en vain l’équivalent du style qui caractérise les anciens vitraux. En outre, toutes ces figures contrastent d’une manière fâcheuse avec l’ornementation, fort belle du reste, et dans laquelle nous regrettons seulement l’exagération du verre jaune. » Cette critique reprend celle que fait Adolphe Napoléon Didron dans la numéro de juillet 1844 sur le vitrail de la Vierge d'Henri Gérente réalisé par Lusson dont il fait l'éloge pour demander aux peintres verriers : « Imitez le XIIIe siècle pour faire des vitraux qui rappellent cette époque, ou bien le XIVe siècle, le XVe siècle et le XVIe siècle, si vous devez donner des fenêtres de ces diverses périodes ; mais n'allez pas prendre au XIIIe siècle pour encadrer des fenêtres du XIXe siècle, un pareil éclectisme n'est bon qu'à porter malheur. Il faut être conséquent, car l'harmonie est la première comme la plus grande loi de la beauté. » Mais du côté de la demande de nouveaux vitraux, elle se fait essentiellement sur le style « mixte » mêlant le pastiche de l'ornementation gothique avec le « perfectionnement » des figures.
La grande demande de verrières au cours de la seconde moitié du XIXe siècle a stimulé l'industrialisation du vitrail. Des procédés industriels de fabrication vont se développer :
- l'impression au pochoir ;
- l'impression par empreinte ;
- l'impression photographique.

#### Évolution à la fin duXIXesiècle
C'est avec le mouvement « Art nouveau » à la fin du XIXe siècle que le vitrail redevient un art vivant.
C'est à cette période que le vitrail civil commence à se développer dans les intérieurs bourgeois. Différentes nations se distinguent dans cette expression, comme les États-Unis avec Louis Comfort Tiffany, l'Angleterre ou bien la France. Le vitrail civil Art nouveau français connaît notamment ses plus beaux exemples à Nancy et Metz. Les maîtres-verriers lorrains y adoptent l'esthétique Art nouveau, influencée à la fois par le japonisme et le symbolisme. Les vitraux produits se parent alors de lignes sinueuses, caractérisés par une mise au plomb très graphique. L'usage de verres traités se multiplie afin d'exalter le matériau. C'est ainsi qu'une lumière nouvelle pénètre les intérieurs. Les verrières ou autres fenêtres vont créer des demi-jours colorés et des atmosphères souvent appelées aquarium.
Les précurseurs à l'origine de ces développements exceptionnels sont Laurent-Charles Maréchal (dit Maréchal de Metz) et Jacques Gruber. Le premier est maître de l'École de Metz tandis que le second est très actif au sein de l'École de Nancy. L'apport de Maréchal est conséquent. Technicien hors pair, il travaille le verre en s'inspirant des techniques du pastel. En effet, Laurent-Charles Maréchal est avant tout pastelliste de formation, tout comme Jacques Gruber. C'est ainsi qu'il développe une technique verrière dans laquelle : « il superpose plusieurs feuilles de verre, chaque feuille portant une partie du sujet à représenter. Et la superposition produit une image unique qui associe profondeur et douceur, la verrière semblant alors éclairée aussi bien de l'intérieur que de l'extérieur. ».
De son côté, Jacques Gruber acquiert un savoir-faire technique auprès des maisons Daum et Majorelle. Il applique notamment au vitrail une technique initialement utilisée par le verrier Daum pour la peinture sur verre : « Le nouveau procédé consiste à supprimer toute application de couleurs (émaux, grisaille) et toute cuisson pour les remplacer par des morsures successives des verres blancs recouverts d'une ou deux couches de verres colorés » (Bulletin des Sociétés artistiques de l'Est, 1898).

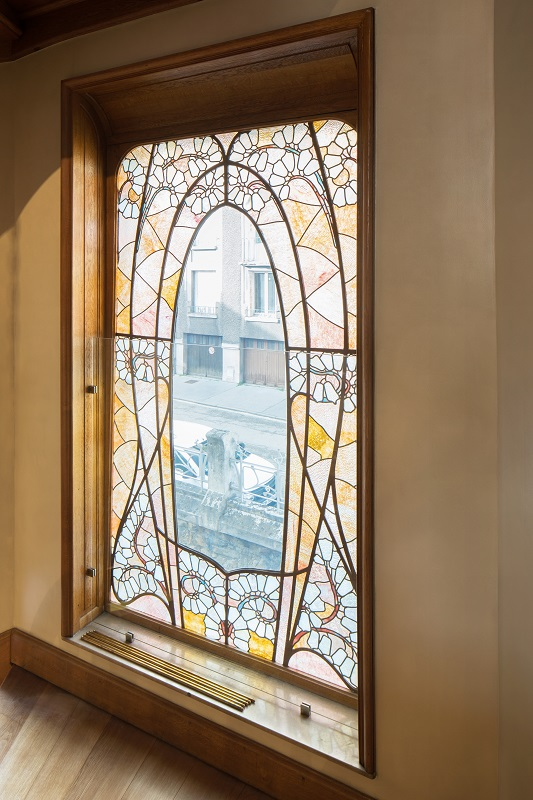
Verrière par Henri Gruber, présente dans la cage d'escalier de la Villa Majorelle.

Ainsi, le vitrail devient une œuvre vivante. L'usage de verres dichroïques donne des surfaces aux teintes changeantes, à travers lesquelles la lumière passent plus ou moins facilement. Suivant la direction de la lumière et le point d'où on le regarde le verre offre donc des effets variés et changeants. Ces verres, en relief ou non, donnent une double lecture de la verrière, chacune de ses faces devenant une œuvre indépendante. Le premier exemple connu de cette production est la grande verrière pour la cage d'escalier de la Villa Majorelle.

Le succès de Gruber s'explique par son talent, mais aussi par un certain manque de concurrence dans son domaine d'activité. Le seul atelier qui représente alors une concurrence directe est celui d'Emmanuel et Charles Champigneulle, à Bar-le-Duc, dans la Meuse. Les autres artistes nancéiens peinent à égaler la production de Jacques Gruber. Le seul artiste qui se démarquera sera Henri Bergé. Ce dernier succède à Jacques Gruber comme dessinateur pour la maison Daum. Il y fournit des modèles pour la verrerie, mais est également à côté auteur de publicités. C'est dans le cadre de cette seconde activité qu'on lui commandera des verrières, comme celles de la guinguette "La Cure d'Air Trianon", exécutée en 1903. 
« Ces verrières formaient une frise continue sur les trois faces libres de l'édifice à structure métallique, chaque panneau ayant un châssis qui se confond avec la structure générale, œuvre de l'architecte Biet. La technique de Bergé est traditionnelle : la grisaille remplace la gravure, les verres superposés et les verres américains ne sont pas utilisés. Chaque publicité, conçue comme une affiche, vante une boisson presque toujours alcoolisée : Champagne Canard Duchêne, Absinthe oxygénée Cusenier, Rhum Saint James... C'est une femme habillée à la mode 1900 qui transmet le message publicitaire. »
Ces verrières sont les rares derniers exemples de ce type, encore conservées dans leur cadre architecturale et à être situées dans un lieu populaire. Selon la conception de Bergé, le vitrail appartient plutôt au mouvement du vitrail des affichistes.
Ainsi, la production de Bergé, techniquement plus simple, donne à voir l'art du vitrail dans architectures civiles publiques et non privées. Les verrières ont alors un rôle différent. Ici, elles existent autant pour leur aspect décoratif qu'informatif, dans un cadre spécifique, celui des festivités et de la publicité, caractéristique de la fin du XIXe siècle et du début du XXe siècle.
Malgré la suprématie de Gruber, d'autres expressions existent donc, permettant une émulation technique et esthétique dans le domaine du vitrail civil Art nouveau, particulièrement dans le pays lorrain en France.
L'art du vitrail connaît d'autres révolutions techniques et esthétiques ailleurs en Europe et aux États-Unis entre la fin du XIXe siècle et le début du XXe siècle, l'affirmant comme élément architectural et décoratif essentiel dans les intérieurs de cette période.

### Le vitrail auXXesiècle
L'Art nouveau et l'Art déco insufflent un nouvel élan à l'art du vitrail. De même, les peintres (Chagall, Léger, Braque, Soulages, etc.) sont mis à contribution pour renouveler le style pictural. Mais l'apparition de nouveaux produits verriers (dalles de verre, verre thermoformé) favorisent également une évolution de la pratique.

#### Le vitrail en dalle de verre

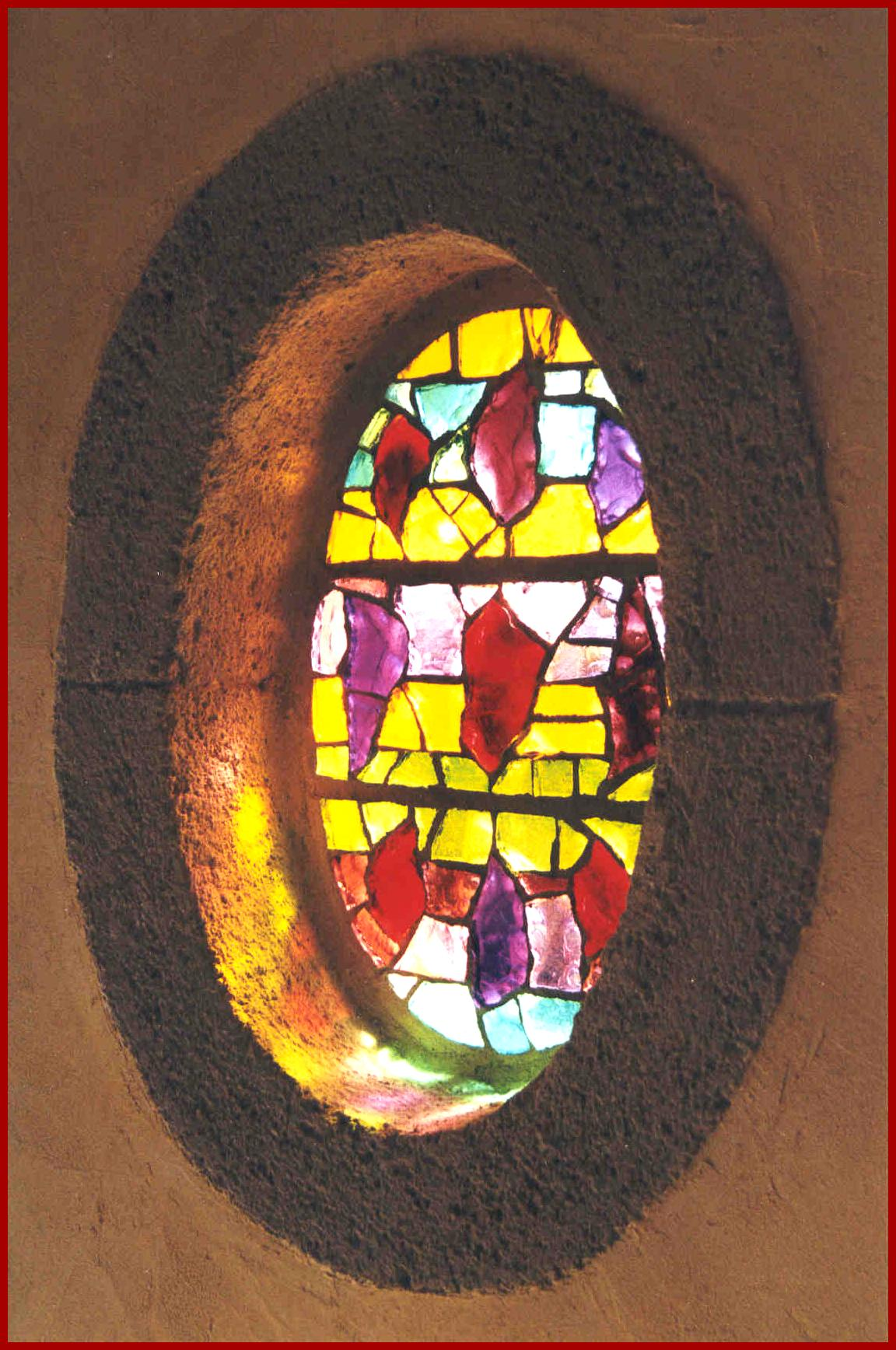
Vitrail en dalle de verre. Carlo Roccella

La dalle de verre est une technique très récente par rapport à l'art séculaire du vitrail classique.
En Suisse, en précurseur, le peintre verrier Richard Arthur Nüscheler dépose en 1915 un brevet pour la construction d'une « fenêtre de pierre ». Les morceaux de verre sont maintenus par un béton fait de ciment et d'agrégat dont la couleur peut être adaptée à la celle de l'architecture. Une première illustration importante de cette technique se trouve dans les vitraux de l'église Sainte-Marie de Saint-Gall (1914-1918), puis à l'église anglaise sur la Hohe Promenade, à Zurich, ou encore dans le grand hall de la gare de Thoune (1920-1923). Mais après une dizaine d'années, Nüscheler abandonne ce procédé, trop complexe et coûteux. Le principe de la dalle de verre sera véritablement introduit et développé en Suisse romande par Alexandre Cingria qui l'applique pour la première fois à l'église Saint-Michel de Sorens construite en 1934-1935 par l'architecte principal du Groupe de Saint-Luc, le Romontois Fernand Dumas.
Entre 1925 et 1929, le verrier Jules Albertini, dans son atelier de Montigny-lès-Cormeilles, au nord de Paris, met lui aussi au point les premières dalles de verre (plaques de verre de 20 × 30 cm de 2 à 3 cm d'épaisseur) avec le mosaïste Jean Gaudin qui est le premier artiste à réaliser en France des vitraux en dalle de verre ; Auguste Labouret dépose ensuite en 1933 un brevet d'invention pour une nouvelle technique de « vitrail en dalles éclatées à réseau de ciment armé ». Charles Lorin l'adopte à son tour. Son élève Gabriel Loire, à Chartres, en fera sa technique d'expression. Elle connaît un grand succès dans les années cinquante, des moines trappistes, des moines bénédictins (Saint-Benoît-sur-Loire, En Calcat, Buckfast…) l'adoptent dans leurs ateliers de vitraux comme de très nombreux ateliers civils, en relation avec les importantes commandes de la reconstruction et construction d'églises modernes. Des peintres, comme Bazaine ou Léger, ont fait réaliser en dalle de verre de beaux ensembles (cf. église d'Audincourt dans le Doubs). Si cette technique est peu à peu « passée de mode », quelques créateurs en ont fait leur mode d'expression privilégié, comme le peintre verrier Henri Guérin (1929-2009).
Initialement, le travail s'effectue à l'aide d'un coin et d'une marteline (sorte de marteau) qui servent à tailler des morceaux de verre dans des dalles de verre de 2 à 3 centimètres d'épaisseur, ayant la forme d'une brique plate. On pose la pièce de verre sur le coin, et l'on frappe à l'aide de la marteline pour séparer des morceaux jusqu'à obtention de la forme souhaitée, selon le même procédé de « calibrage » décrit ci-dessus.
Les pièces ainsi obtenues sont alors disposées selon le modèle dans un coffrage formé par des tasseaux de bois. Un travail minutieux et inspiré d'écaillage, effectué avec des martelets sur la tranche des verres, enrichit ces derniers de brillances et nuances. Ce coffrage sert à couler le béton qui constitue l'armature de la dalle de verre, dans les dimensions et formes souhaitées. On coule ensuite le béton.
Durant l'opération de coulage, des tiges de métal sont plongées dans le béton pour renforcer l'armature.
C'est la nécessité d'avoir une armature très robuste, du fait du poids des pièces de verre, qui donne à ces vitraux cet aspect massif lorsqu'on les voit de l'extérieur d'un édifice. Jusqu'à ce que les progrès des composants du béton permettent une grande finesse de mise en œuvre. Cf. le travail d'Henri Guérin qui, dès la fin des années 1960, présente des joints formant de fins graphismes et colorés dans la masse.
De nos jours, la technique a évolué vers l'utilisation de résine époxy, dont la solidité a permis de réduire les largeurs d'armature, passant d'un minimum de 4 centimètres à moins de 1 cm, suivant la surface du vitrail.

#### Le vitrail à verre libre

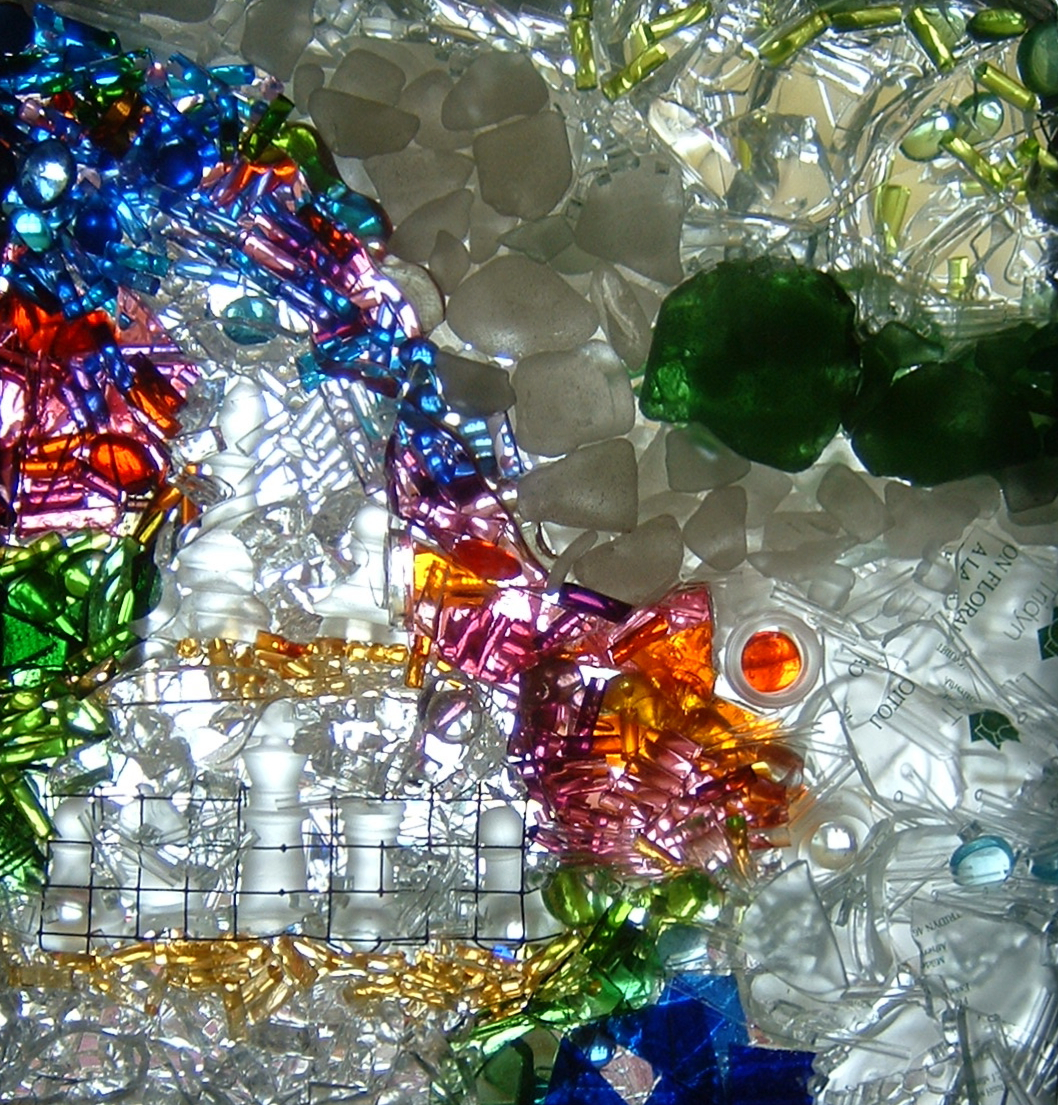
Vitrail à verre libre réalisé par Guy Simard, 2003.

Il s'agit d'une technique de vitrail contemporain constitué de pièces de verre de diverses natures et textures (verre antique, copeaux de dalle de verre, tiges de verre, billes de verre, verre de plage, verre de récupération, etc.) déposées et combinées entre deux vitres espacées d'environ 2 cm, serties dans un cadre de bois ou de métal. Cette technique fut mise au point au début des années 1980 simultanément par Guy Simard, « vitrailleur » à Québec, et par Béatrice Hermitte, artiste verrier en France (enveloppe Soleau déposée à l'INPI). Quoique procédant d'un même esprit, cette technique diffère passablement de celle du laminage libre brevetée par Éric Wesselow (prix de Rome), artiste verrier canadien d'origine polonaise. Le vitrail à verre libre se différencie du vitrail traditionnel serti au plomb sous cinq aspects :
1. Alors que les grands vitraux d'églises ou de cathédrales se présentent comme de grands aplats, le vitrail à verre libre montre plutôt une très grande variété de textures. Le vitrail est alors dit ou perçu comme étant plus dynamique, en ce sens que lorsque la lumière ponctuelle (un point de lumière), le soleil par exemple, poursuit sa course, ou que le spectateur se déplace par rapport au vitrail, les effets de lumière se déplacent aussi, passant d'une pièce de verre à l'autre ;
2. La réalisation d'un vitrail à verre libre nécessite environ quatre à cinq fois plus de temps que celle d'un vitrail traditionnel, et la quantité de verre utilisée est multipliée dans la même proportion. Ce qui fait que les vitraux à verre libre sont environ aussi lourds que les vitraux en dalles de verre ;
3. Un vitrail à verre libre se construit un peu à la manière d'une tapisserie haute lisse. Il se monte de bas en haut. Les pièces de verre étant déposées librement dans la boîte vitrée qui leur sert d'habitacle, il s'ensuit qu'il est absolument impossible de produire deux vitraux à verre libre absolument identiques, ce qui est possible, par contre, en vitrail traditionnel ;
4. Un vitrail à verre libre ne contient aucune colle ni n'utilise aucune forme de sertissage. Ce qui retient le verre, c'est uniquement son cadre, son contenant de vitre et de métal ou de bois. Ceci signifie que les pièces de verre à l'intérieur du vitrail à verre libre peuvent bouger si, par exemple, le vitrail est tourné de 180° à la verticale, c'est-à-dire lorsque le haut devient le bas et que le bas se retrouve en haut. Ainsi, plus le verre est compact, moins il peut bouger ;
5. Un vitrail traditionnel au plomb pourrait, à la limite, mesurer deux mètres sur deux. Un vitrail à verre libre de plus d'un mètre carré implique des contraintes techniques particulières. Notamment, la pression latérale augmente rapidement au centre du vitrail, ce qui fait que les vitres qui retiennent les pièces de verre ont tendance à se bomber. Plus le cadre est grand, plus les vitres doivent être épaisses. Par exemple, des vitres de 4 mm d'épaisseur suffisent pour un cadre de 60 × 60 cm, alors qu'il faut utiliser des vitres de 5 à 6 mm pour un cadre carré d'un mètre.

## Principales étapes de réalisation d'un vitrail au plomb
Un vitrail et une vitrerie au plomb se réalisent suivant le même procédé : en associant le plomb et le verre. Le verre utilisé est plat, d'une épaisseur variant entre 1,5 mm et 5 mm, et le plomb se présente sous forme de baguettes, en forme de H couché. Les pièces de verre sont serties dans les plombs puis l'ensemble est maintenu définitivement grâce aux soudures réalisées à chaque intersection des plombs.

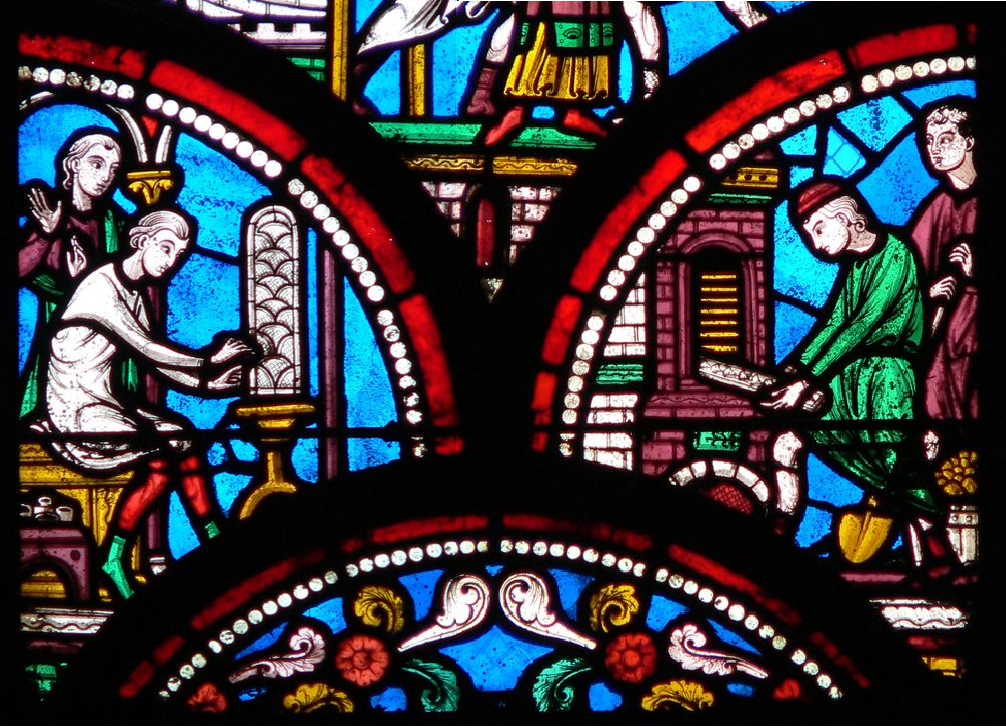
Éléments d'une verrière de la basilique de Saint-Quentin représentant la fabrication de vitraux au Moyen Âge, vers 1220-1225 et restaurée à la fin du XIX.

### La conception

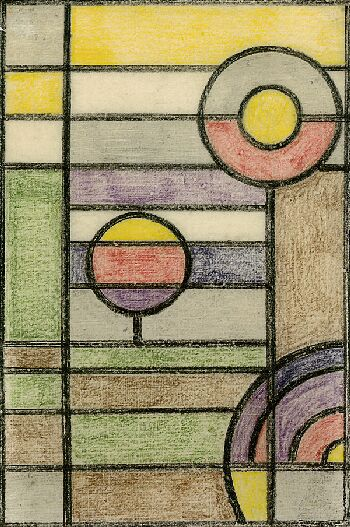
Maquette de vitrail pour le café Namur à Luxembourg par Franz Wilhelm Seiwert, 1928.

La technique du vitrail laisse peu de place à l’improvisation pendant la réalisation. Le dessin, la couleur, la solidité et la pérennité du vitrail, etc., mais surtout la qualité de la lumière qui pénétrera dans l'architecture doivent être définis en amont.
Entrent également en considération l'emplacement de la baie (sa hauteur et son orientation), le style architectural de l'édifice, la disposition des barlotières et des vergettes, le tracé des lignes de plomb, l'équilibre chromatique et éventuellement les demandes spécifiques des commanditaires.

### Maquette
C'est un document qui montre un aperçu détaillé d'un vitrail en le représentant à l'échelle 1/10. La maquette comporte le tracé des plombs, la coloration des verres, la peinture éventuelle et le passage des armatures métalliques. Elle sert de point de départ pour l'élaboration d'un devis. La maquette met en valeur les proportions des pièces les unes par rapport aux autres et par rapport à la taille de la fenêtre (surtout dans le cas des vitreries). La maquette sert de document de référence tout au long de la réalisation du vitrail.

### La coloration
Cette étape détermine l’harmonie des différents verres colorés. On choisit les verres suivant les couleurs indiquées sur la maquette et en tenant compte de leur nature : antique, plaqué, imprimé... Vers 1655 Pierre Boulanger inventa de nombreuses formes différentes de vitraux. L'agencement des couleurs est une question subjective. Cependant, la lumière du nord conviendrait aux bleus; celle du sud aux couleurs chaudes.

### Le tracé
C'est le « dessin technique » du panneau, réalisé à l’échelle 1/1 sur du papier bulle. Le réseau des plombs est tracé avec précision en utilisant la maquette comme modèle. Il est ensuite calibré pour que l’on coupe les verres. Dans le cas d’un vitrail figuratif, on procède à un agrandissement de la maquette. Si l’on possède un carton, on peut décalquer le dessin des plombs sur le papier. Dans le cas d’une vitrerie, on utilise un compas à balustre pour reporter les écartements identiques.
Les pièces sont différenciées par des numéros afin d'être facilement localisées. Ces indications peuvent être le numéro de la baie, le numéro du panneau dans la baie et le numéro de la pièce dans le panneau. Elles peuvent également mentionner la référence du verre qui leur est attribué. Une feuille de verre peut avoir des variations de valeur qui seront visibles sur les pièces. On peut donc indiquer le sens du dégradé (+ / -) ou l'intensité choisie (forte, moyenne, faible).

### Le calque

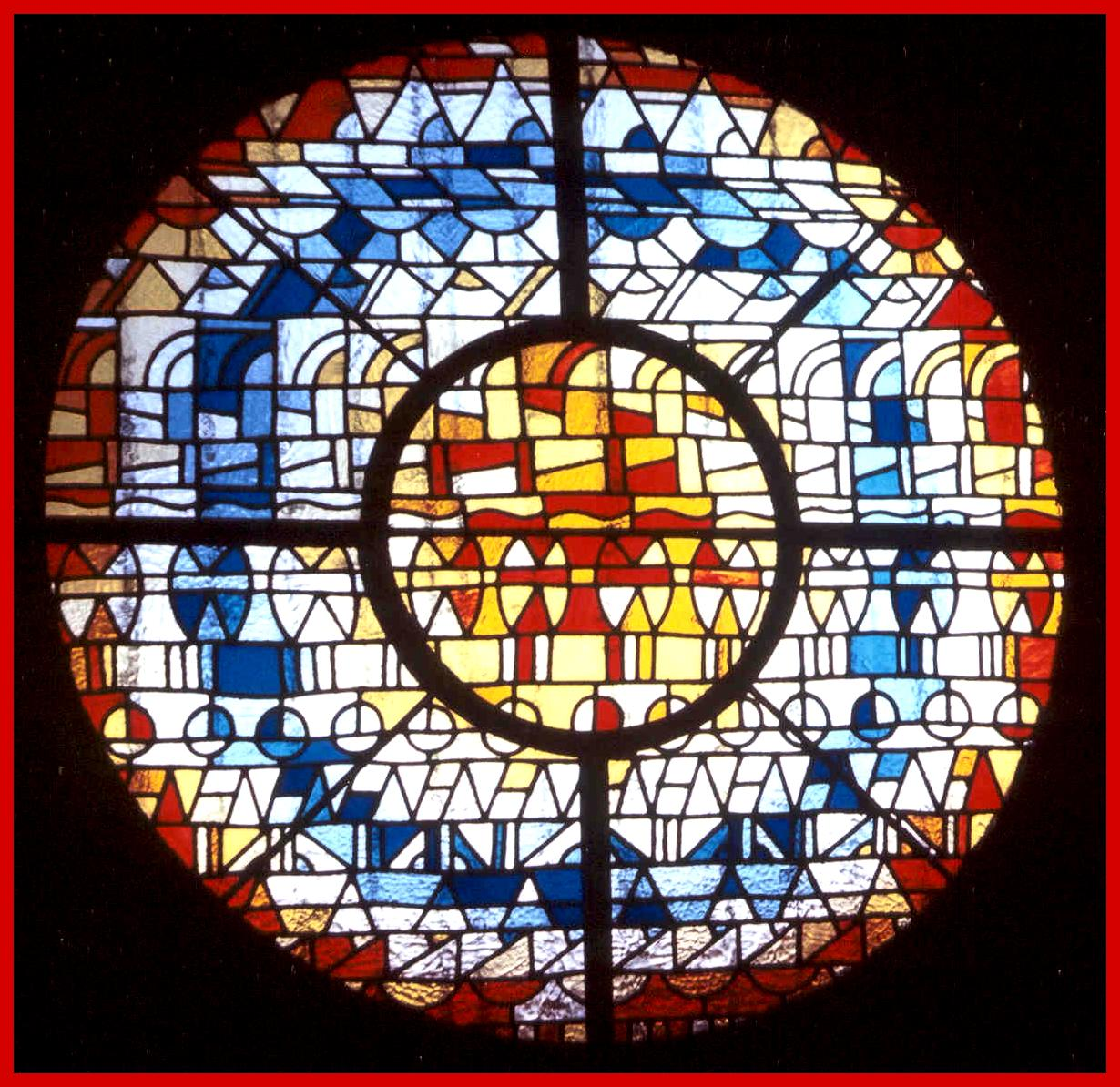
Vitrail contemporain.

Avant d’être calibré, le tracé est reporté sur un calque. Cette « sauvegarde » est importante pour la réalisation de futures copies ou d’éventuelles réparations de pièces cassées. Il sert aussi à positionner les pièces qui sont coupées et éviter les confusions et les pertes. Un deuxième calque peut être réalisé pour le sertissage, il servira de guide en étant glissé sous le panneau.

### Le calibrage
Après avoir réalisé le calque, le tracé est découpé méthodiquement. Le calibrage sert à conserver les mesures du panneau en tenant compte de l’assemblage verre/plomb. Il convient d’enlever l’épaisseur de l’âme du plomb (1,75 mm) sur le tracé. Celle-ci est répartie de chaque côté du trait, puis enlevée. On obtient des calibres en papier fort qui servent de guide pour la coupe de chaque pièce. Il est réalisé différemment suivant le motif du panneau :
- le calibrage à la lame et au réglet est utilisé pour les motifs rectilignes (losanges, bornes...) dont la coupe des pièces se fait souvent à la pige. L’outil passe symétriquement de chaque côté du trait ;
- le calibrage aux ciseaux à calibrer (nommé aussi ciseau à trois lames) est utilisé pour découper les formes courbes. Ils possèdent une lame centrale mesurant 1,75 mm qui retire l’épaisseur de l’âme du plomb.

### La coupe

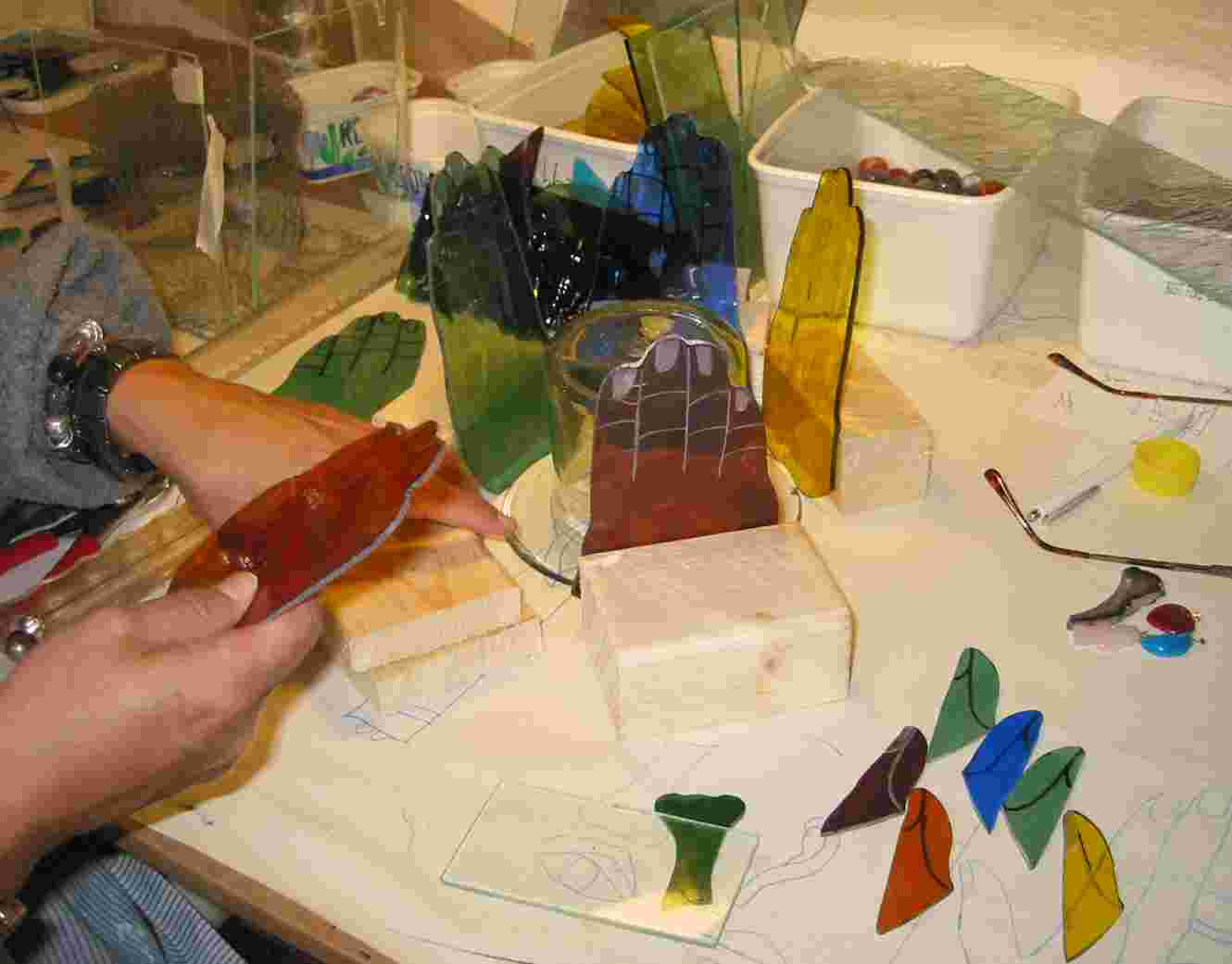
Préparation des pièces.

La coupe des pièces est très précise, car chaque défaut peut modifier le résultat, soit dans les mesures, soit dans le motif. Les calibres servent de guide pour chaque pièce et leur superposition avec les pièces doit être parfaite. On utilise un diamant (naturel ou synthétique) ou un coupe-verre (roulette de vitrier). D'une façon générale, l’action de la coupe se fait en deux temps : une rayure puis un décrochage. Si la rayure est correctement effectuée, le verre « file » et le décrochage se fait rigoureusement à cet endroit (une amorce de fissure est créée qui guide la découpe). Dans tous les cas, plus le décrochage est tardif, moins il est facile car la coupe se referme ensuite peu à peu. Si la main ne peut décrocher les deux morceaux, on utilise une pince à détacher positionnée perpendiculairement au trait de coupe. Si les bords sont imparfaits après le décrochage, on les rectifie avec une pince à gruger. Pour une meilleure finition, la pierre carborundum ou la meuleuse permet d'améliorer le bord des pièces.
L’organisation est différente suivant le motif et le type de pièces à débiter :
- si chaque pièce est unique, on utilise individuellement chaque calibre. Ce cas s'applique souvent à des motifs calibrés aux ciseaux à trois lames. Le coupe-verre suit rigoureusement le bord du calibre sans l'empiéter.

Pour obtenir une pièce, il faut exécuter plusieurs traits de coupe, c'est-à-dire autant de traits que son contour en comprend. Généralement, les côtés les plus difficiles sont coupés en priorité pour éviter les pertes de temps et de matière.
Pour les pièces qui ont des creux, on procède en « coupes d'appel » qui permettent de progresser successivement vers la forme désirée.
Pour une pièce qui se répète en série, les passages successifs du coupe-verre vont déformer le calibre. On peut en fabriquer une copie dans un matériau plus résistant que l'on appelle clinquant.
Si les pièces ont des largeurs identiques et parallèles, elles sont coupées en série à l’aide d’une pige. Les bandes sont débitées en faisant glisser la pige sur la feuille de verre contre la règle de la table de coupe. Pour couper des rectangles, on a besoin d’une pige pour la longueur et d’une deuxième pour la largeur. La première bande est débitée par la deuxième pige. Pour couper des carrés ou des losanges, on utilise deux fois la même pige ! Ce procédé permet de conserver précisément les dimensions des pièces qui doivent être identiques.
Pour enlever en série la même partie d’une pièce à bords rectilignes, on fabrique des machines. La pièce est calée dans un assemblage de petites règles en bois où l’on fait glisser le coupe-verre contre le dernier morceau cloué. De cette façon, le passage de l’outil se fait systématiquement au même endroit.

### Sertissage

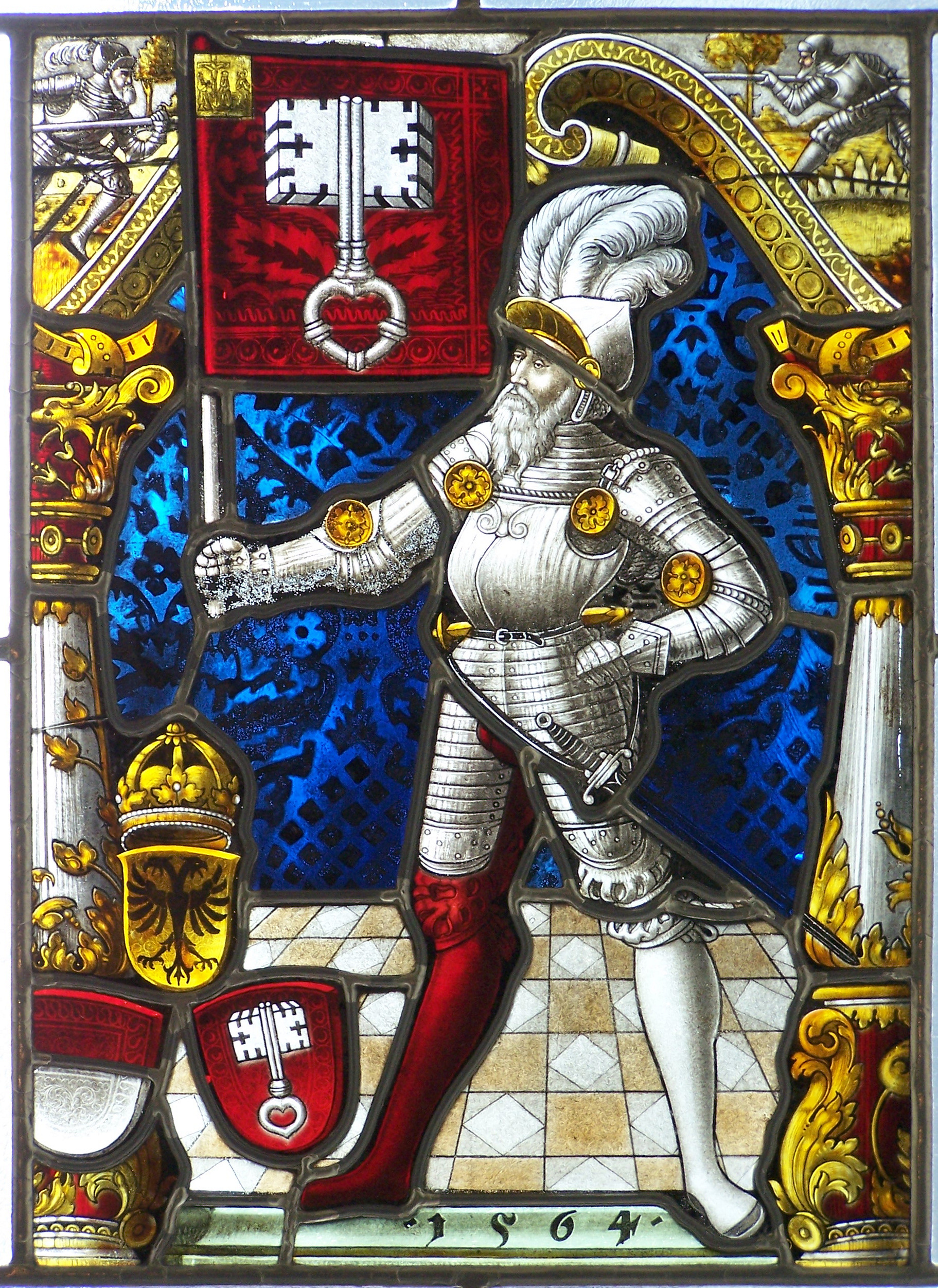
Vitrail au château de Sulkowski à Bielsko-Biała.

Aussi appelé « mise en plomb », il commence lorsque les pièces du panneau sont coupées et qu’elles ne nécessitent plus aucun traitement de décoration (peinture, cuisson, sablage…). Le sertissage regroupe l’ensemble des gestes pour assembler les verres et les plombs. Le « chemin de plomb » détermine son organisation. Il est étudié au préalable pour obtenir un réseau solide et logique lors du montage. Au-delà de sa fonction mécanique, le chemin de plomb dessine le motif du vitrail ; le sertissage doit donc respecter le dessin pour qu'il soit lisible.

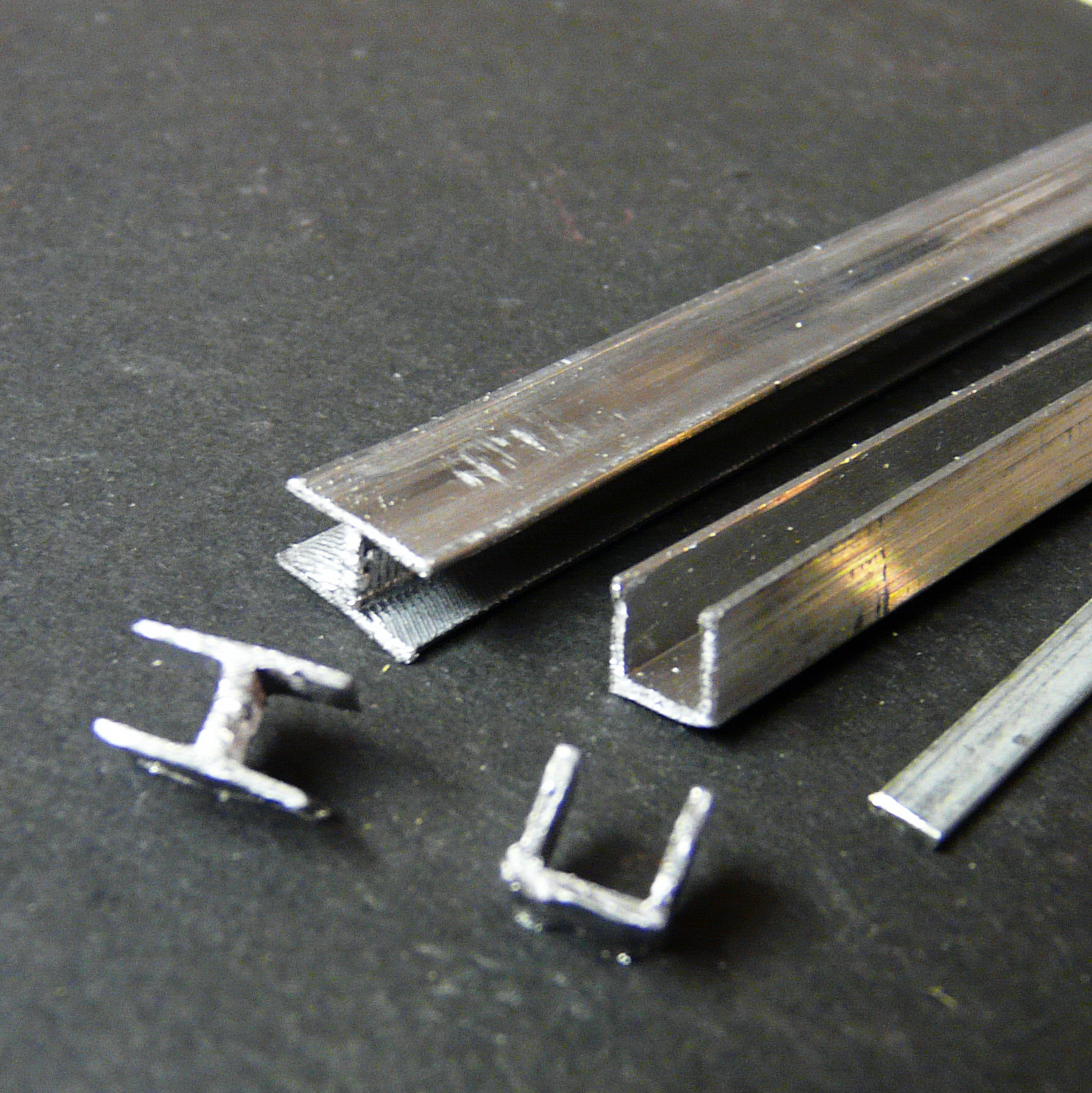
Baguettes de plomb profilées.

Des fouilles archéologiques ont permis de découvrir des exemples de moules à plomb dès le XIe siècle. Il s'agit de blocs de pierre calcaire, contenant des rainures afin de couler plusieurs vergettes de plomb à la fois.
Les équipements et outillages : la table de montage est le support qui va recevoir l'assemblage. Elle est en bois (de peuplier de préférence) et reçoit deux règles clouées perpendiculairement sur ses bords. Ces règles sont biseautées pour recevoir le plomb d'entourage. Le montage vient s'appuyer dans le coin formé à gauche ou à droite du monteur suivant s'il est gaucher ou droitier.
Le monteur utilise des couteaux de montage de différentes largeurs qui servent à couper le plomb et à le manipuler. On peut aussi utiliser un couteau à plomb en forme de serpe. Celui-ci dispose d'une lame courbe finissant en pointe et d’un manche souvent muni d'une butée en étain pour remplacer le marteau. Le marteau sert à taper les extrémités des plombs, à planter les clous de montage, à tasser les verres dans les plombs (avec son manche) et à tasser le panneau quand le sertissage est terminé. 
Avant de couper le plomb, il importe de l'étirer pour éviter qu'il se déforme lors du sertissage. L'étirement permet d'obtenir une tension qui résiste à la manipulation du plomb. Pour ce faire, on utilise un tire-plomb ou des pinces. L'ouvre-plomb sert à écarter les ailes des plombs pour qu’ils accueillent les pièces. Le resserrement des ailes peut se produire après l'étirement du plomb. Les clous de montage servent à maintenir les pièces provisoirement lors du montage. Leur forme est conique pour ne pas écailler le verre et pour qu'ils s'enlèvent aisément.

#### Principes de mise en plomb
Chaque plomb doit être légèrement aplati à son extrémité afin de pouvoir pénétrer jusqu'au cœur d'un autre déjà installé. Un plomb situé entre deux verres doit être immédiatement coupé et aplati pour que le suivant puisse couvrir le montage effectué. Un plomb n'est jamais coupé au milieu d'une pièce, le suivant vient toujours l'arrêter. Avant d’être soudées, les ailes des plombs sont rabattues à l’aide d’une spatule à rabattre pour consolider le panneau. Cet outil est en bois ou en plastique et peut avoir deux formes : soit pour rabattre les deux ailes en même temps, soit pour rabattre une seule aile à la fois.
L'utilisation du plomb impose certaines règles de prudence, comme laver les résidus de plomb sur les mains, ne pas porter les mains à la bouche si elles ont été en contact avec le plomb, éviter de respirer les vapeurs de soudure, etc.

#### Méthode Tyffany
Il existe une autre méthode d'assemblage des pièces de verre, la méthode Tyffany inventée par Louis Comfort Tyffany. Cette méthode est particulièrement adaptée aux petites pièces de verre qui rendent difficile leur manipulation par baguette de plomb. Le principe consiste à entourer chaque pièce d'un ruban de cuivre autocollant. Une fois toutes les pièces cerclées et disposées selon le schéma prévu, on les soude ensemble en appliquant du plomb fondu sur toute la surface du ruban de cuivre recouvert de stéarine. 
Cette manière de faire est appropriée pour des travaux de petites dimensions, comme des lampes ou des boîtiers. Comme le résultat est plus fragile qu'un sertissage par baquette de plomb, on l'évite pour des panneaux d'une certaine dimension. De plus, étaler le plomb fondu de manière lisse et régulière requiert une bonne expertise.

### Le soudage

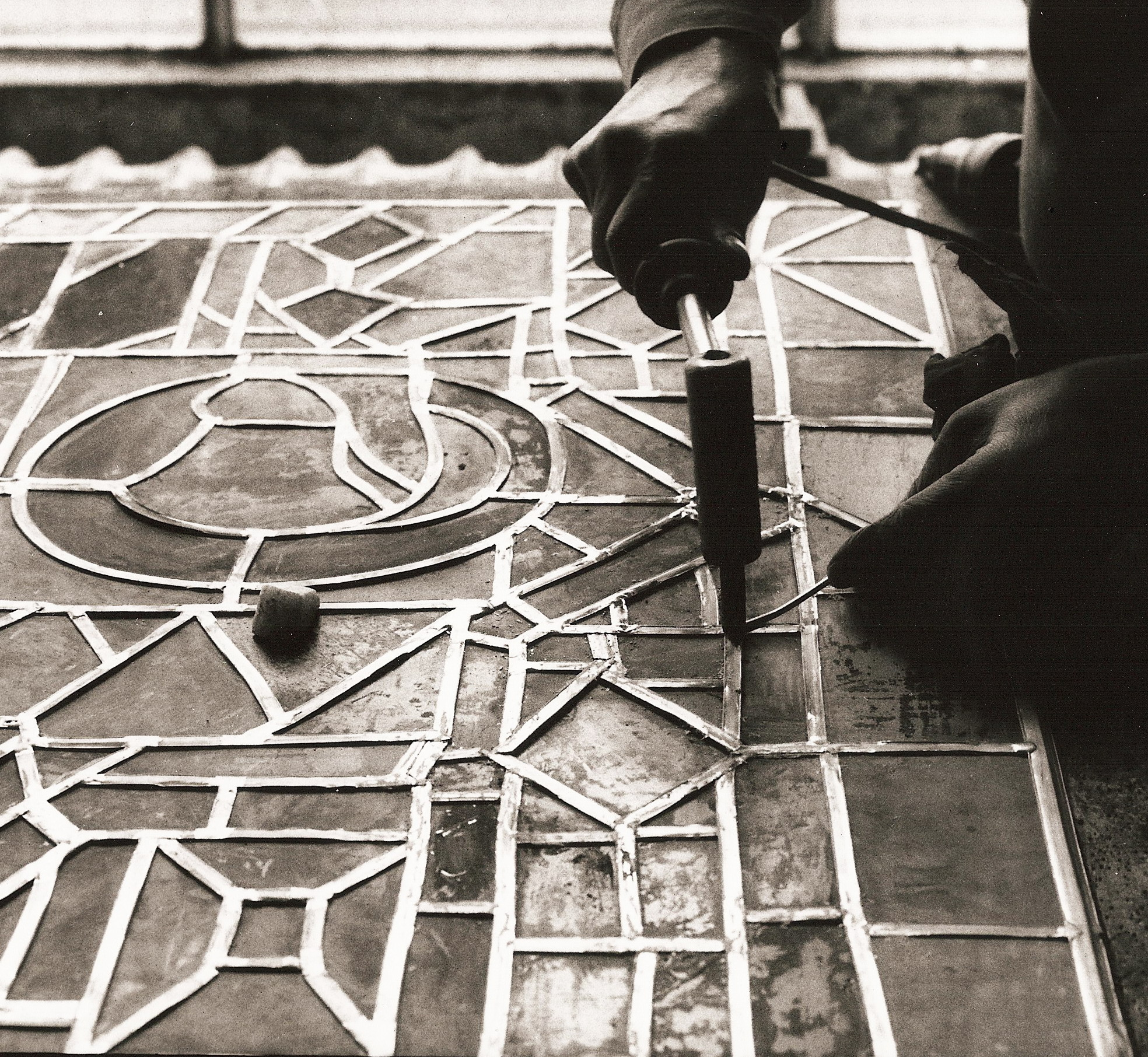
Soudage.

Lorsque tous les plombs sont assemblés, le réseau est solidarisé en faisant fondre un peu d'étain sur chaque intersection.
  
L’étain est le métal utilisé pour le soudage car il fond à très basse température (232 °C). On l'utilise sous forme de baguettes composées d'un mélange avec 40 % de plomb, afin de former un mélange proche de la concentration eutectique qui fond à plus basse température. De l’oléine est appliquée sur chaque intersection à l’aide d’un pinceau ou en imprégnant la baguette d’étain. Cette huile sert à décaper la surface du plomb pour que la soudure adhère. La stéarine est aussi utilisée ; elle remplit la même fonction que l'oléine mais elle présente l'aspect d'un bloc cireux blanc que l’on frotte aux intersections. Le fer à souder est un appareil qui produit de la chaleur vers une panne en cuivre; il peut être électrique ou à gaz. La panne peut être de taille et de forme variable.
Le chevauchement des ailes des plombs est recouvert et dissimulé sous l'étain. La soudure est légèrement bombée sans être trop grosse. Sa forme est centrée sur l'intersection de façon symétrique sans être trop étalée et l’ensemble formé est homogène. La deuxième face du panneau est ensuite contre-soudée à l’exception du plomb d’entourage qui ne l’est pas.

### Le masticage

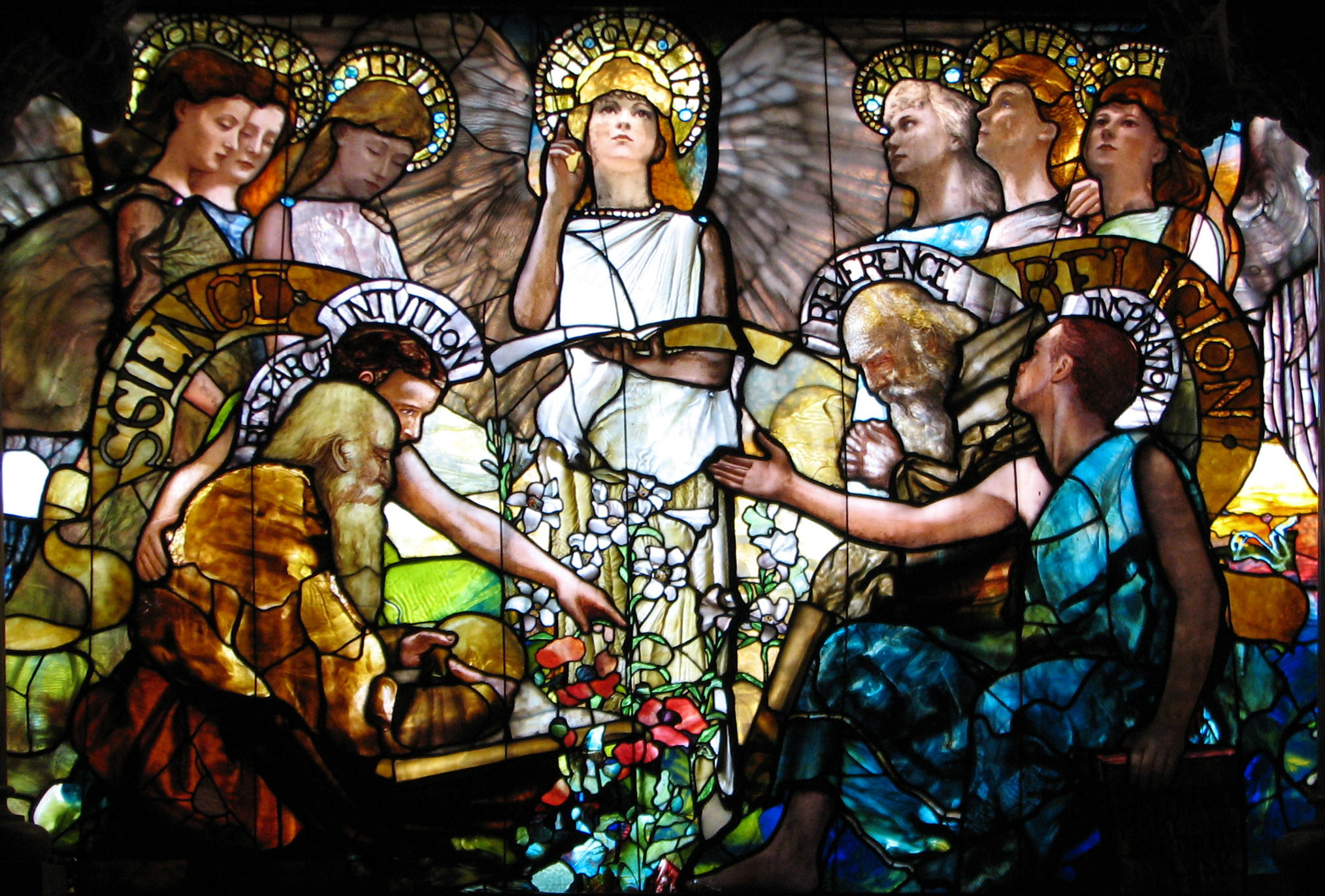
Vitrail de Louis Comfort Tiffany (1890), université Yale.

Cette opération assure l'étanchéité et consolide le vitrail. Elle reste controversée parmi les professionnels, car ses effets à long terme peuvent altérer la qualité des matériaux. Lorsque les plombs sont soudés, le panneau n'est pas encore hermétique. On comble les fins espaces entre les verres et les plombs à l'aide d'un mastic liquide. Celui-ci est appliqué à l'aide d'une brosse ronde pour qu'il pénètre entre les ailes des plombs et la surface du verre. Ceci nécessite un nettoyage intensif utilisant de la sciure de bois et une brosse à chiendent.
Ce type de masticage est fortement déconseillé dans le cas d'un panneau ancien possédant des pièces peintes : on exerce alors un masticage « au doigt » à l'aide du même mastic (préparé plus ferme), ce qui évite un contact sur la totalité des surfaces.
Le mastic est une composition à base d’huile de lin, de blanc de Meudon (d'Espagne, de Troyes) et de siccatif (pour accélérer le séchage). Le panneau sèche ensuite selon plusieurs variantes, certains ne rabattant pas les ailes avant le masticage; on peut aussi nettoyer avec du papier journal, etc.
Outre l'étanchéité, le masticage permet d'augmenter la rigidité et ainsi une manipulation du panneau plus facile.

### La pose
Une fois le vitrail terminé, il faut le mettre en place dans le cadre prévu lorsqu'il doit être installé dans une baie. Le vitrail doit s'insérer parfaitement dans l'ouverture avant d'être scellé sur place. Des barlotières permettent de soutenir les sections. Des vergettes, quant à elles, servent à solidifier les panneaux.

## Le vocabulaire
- Aile du plomb : partie visible de la baguette de plomb, de largeur variable, maintenant les pièces de verre.
- Âme du plomb : barre transversale interne du plomb (barre du « H »), insérée, lors de la mise en plomb, entre les tranches des pièces de verre.
- Barlotière : barre métallique plate épousant la forme des panneaux qu’elle soutient.
- Blaireau : pinceau rond ou rectangulaire permettant d'étaler la grisaille.
- Calibre : forme en papier fort, utilisée comme patron ou gabarit pour découper une pièce de verre.
- Carton de coupe : décalque du carton d’assemblage sur papier fort, découpé ensuite en calibres.
- Carton d’assemblage : maquette grandeur nature du vitrail, portant le tracé précis du réseau des plombs ou du cuivre.
- Ciseaux à calibrer : ciseaux à triple lame servant à la découpe des calibres, pourvus d’une lame supplémentaire au centre qui détache une bande de papier de l’épaisseur de l’âme du plomb ou du ruban de cuivre.
- Cive : pièce de verre circulaire de petite taille obtenue par soufflage, comportant une boudine au centre. La boudine est une petite excroissance laissée sur la cive lorsqu'elle est détachée du pontil.
- Clavette : chevillette de fer plat servant à arrêter l’extrémité d’un boulon ou les panneaux des vitraux[73].
- Copeau de dalle de verre : éclat de dalle de verre taillée à l'aide d'une marteline.
- Couleur de cémentation : Couleur constituée d’un colorant d’origine métallique qui, à l’aide d’un cément, ou véhicule, pénètre dans les couches superficielles du verre et le colore après cuisson.
- Couleur vitrifiable : Peinture composée d’un colorant et d’un fondant qui, déposée sur le verre avant cuisson, est transformée par fusion en une matière vitreuse faisant corps avec le verre.
- Coupe à la pige : Coupe répétitive de pièces de verre de forme similaire. On utilise une pige à la place du calibre en papier fort.
- Coupe au calibre : Coupe effectuée en suivant le contour des calibres.
- Coupe-verre : outil servant à entailler le verre. On exerce ensuite une pression de chaque côté de l'entaille pour en détacher les 2 parties. La lame qui entaille le verre était autrefois un fer qu'on chauffait à rouge, puis à partir du XVIe siècle une pointe de diamant et enfin en acier ou en tungstène[66].
- Dalle de verre : Pièce de verres de 30 × 20 cm et d’environ 25 mm d’épaisseur, coulée dans un moule et servant à la confection de vitraux assemblés au ciment armé ou à la résine époxy.
- Émail : couleur vitrifiable associant un fondant transparent teinté à l’aide d’oxydes métalliques, qui sert à colorer les verres blancs ou à rehausser la teinte des verres colorés.
- Fondant : substance utilisée pour abaisser le point de fusion des couleurs vitrifiables.
- Frottis des plombs : Report sur une feuille de papier du réseau de plombs d’un vitrail à restaurer, obtenu en pressant le papier contre les plombs et en le frottant avec un bâton de graphite pour obtenir une empreinte.
- Fusing : cuisson entre 750 et 850 °C de plusieurs couches de verre superposées, un verre support et des verres décorés, pour obtenir leur collage par fusion.
- Gravure à l’acide : Dévitrification superficielle d’une pièce de verre sous l’action d’acide fluorhydrique ; procédé employé sur du verre plaqué pour obtenir des effets décoratifs par contraste de couleurs.

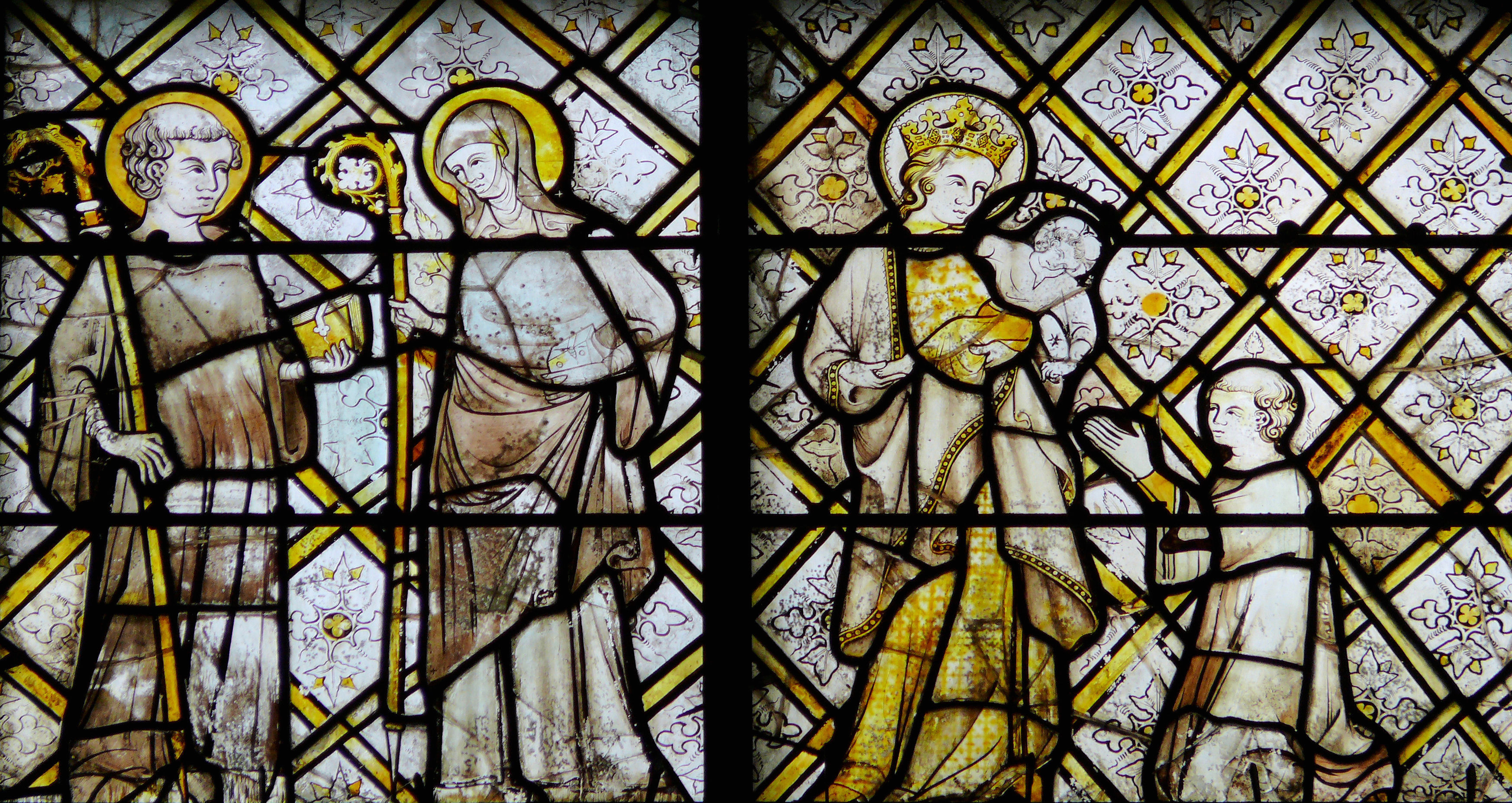
Partie en grisaille du vitrail de la vie de saint Apollinaire à la cathédrale Notre-Dame de Chartres (1328)

- Grisaille : couleur vitrifiable noire, brune, etc., composée d’un pigment (oxyde métallique) et d’un fondant. Diluée à l’eau distillée ou au vinaigre, et additionnée de gomme arabique pour favoriser son adhérence sur le verre, elle est cuite entre 600 et 650 °C.
- Gruger : corriger les inégalités de coupe, ou effectuer certaines coupes rentrantes, en rongeant les bords du verre à l’aide d’une pince qu'on appelle grésoir ou grugeoir.
- Jaune dtiffany’argent : Couleur de cémentation, ne nécessitant pas de fondant, composée de sels d’argent et d’ocre, qui pénètrent dans la couche superficielle du verre et le colorent d’un jaune transparent.
- Jean Cousin : Couleur de cémentation, également appelée sanguine[66], utilisée pour les carnations, à base d'hématite de fer. Permet de rehausser les visages d'un ton rose analogue à celui de la chair.
- Mastic : mélange d’huile de lin et de blanc d’Espagne appliqué sous les ailes des plombs du vitrail pour assurer l’étanchéité et la rigidité du panneau.
- Meuleuse : outil électrique ou manuel servant à polir les aspérités des pièces de verre et à le tailler à la bonne dimension.
- Mise en plombs : opération consistant à engager les contours de chaque pièce de verre dans les gorges des baguettes de plomb, puis à en rabattre les ailes contre le verre avant d’entreprendre la brasure des intersections de plombs.
- Ouvre-plomb : outil permettant d'élargir les ailes de la baguette de plomb pour faciliter le sertissage.
- Panneau : au sens strict, chaque partie d’un vitrail délimitée par une armature métallique.
- Petit gris : pinceau long et fin servant à dessiner des traits sur le verre.
- Plomb de casse : plomb très mince utilisé en restauration pour maintenir les fragments d’une pièce rompue.
- Remise en plomb : remplacement partiel ou complet des plombs cassés ou abîmés d’un vitrail ancien par des plombs neufs.
- Réseau de plombs : ensemble des plombs d’un panneau ou d’une verrière.
- Sanguine : famille de pigments de couleur rouge terre se déclinant en orange, ocre, marron et beige et obtenue avec du minerai de fer d’hématite.
- Stéarine : acide gras servant à favoriser la soudure à l'étain.
- Spatule : sert à rabattre les ailes des baguettes de plomb une fois la pièce de verre insérée.
- Thermoformage : cuisson d’une pièce de verre sur un support en relief au-delà de son point de fusion pour lui donner une forme particulière.
- Vergettes : tiges métalliques servant à renforcer le maintien des panneaux, fixées par des attaches soudées au réseau de plombs.
- Verre plaqué : verre soufflé dont l'épaisseur est généralement claire (blanc transparent ou légèrement coloré) et recouvert d'une fine couche colorée ; cette technique permet d'obtenir des nuances dans l'intensité des rouges et des bleus en particulier. C'est le verre idéal pour les gravures (cf. plus haut).
- Vitrifiable : qui peut acquérir une structure vitreuse par cuisson.

## Galerie

Vitraux
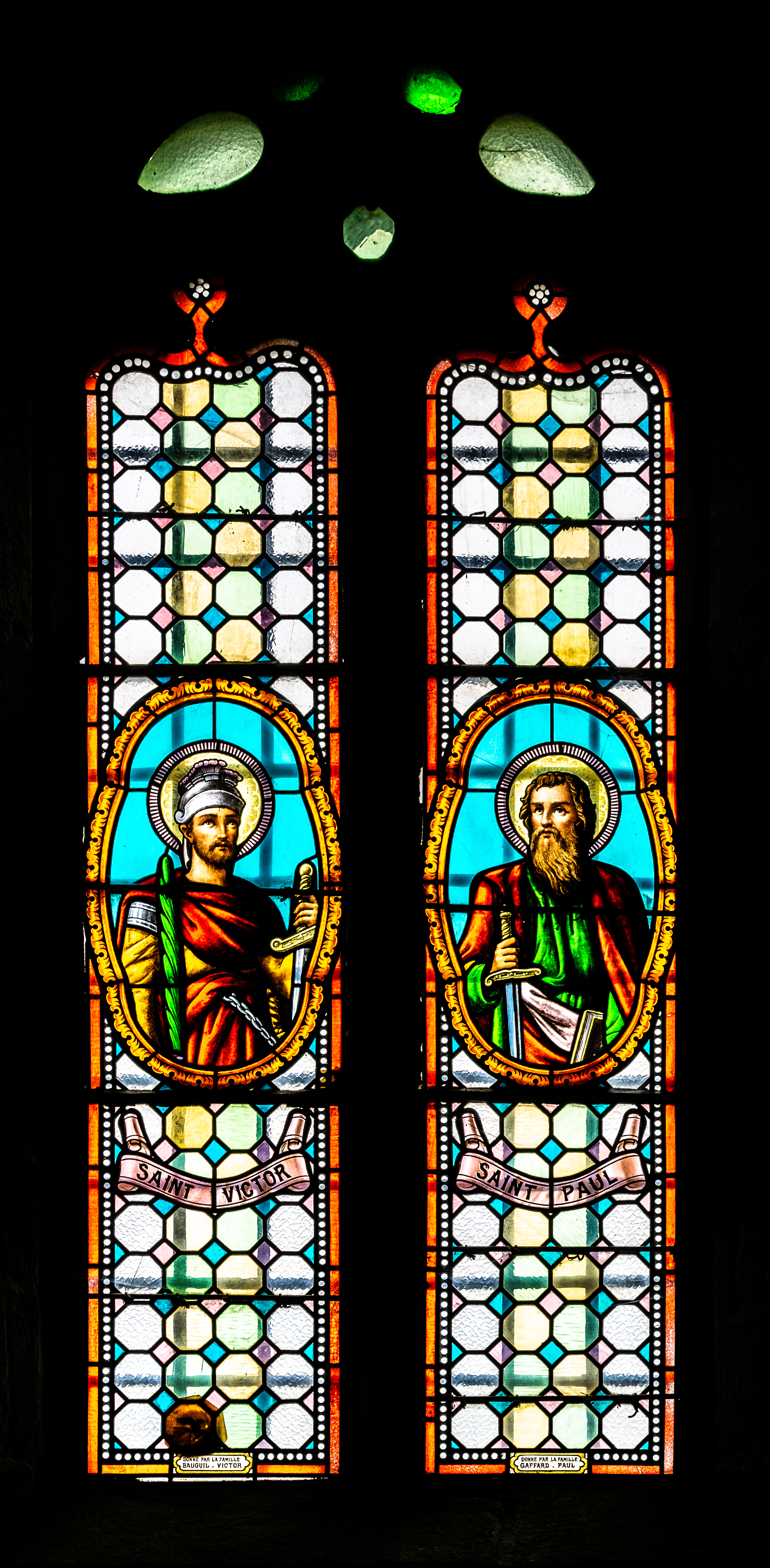
Vitrail représentant les Saints Victor de Damas et l'apôtre Paul à l'église Marie-Madeleine de Gramond, Aveyron, France.

#### Corpus vitrearum
- Françoise Perrot et Jean Taralon, sous la direction de Louis Grodecki, Les vitraux de Paris, de la région parisienne, de la Picardie et du Nord-Pas-de-Calais, Paris, CNRS Éditions, coll. « Corpus vitrearum. France-Recensement I », 1978
- Les vitraux du Centre et des pays de la Loire, Paris, CNRS Éditions, coll. « Corpus vitrearum. France-Recensement II », 1981, 335 p. (ISBN 2-222-02780-2).
- Les vitraux de Bourgogne, Franche-Comté et Rhône-Alpes, t. III, Paris, CNRS Éditions, coll. « Corpus vitrearum. France-Recensement III », 1986, 350 p. (ISBN 2-222-03670-4)
- Les vitraux de Champagne-Ardenne, Paris, CNRS Éditions, coll. « Corpus vitrearum. France-Recensement IV », 1992
- Michel Hérold et Françoise Gatouillat, Les vitraux de Lorraine et d’Alsace, Paris, CNRS Éditions et Ministère de la Culture et de la Francophonie, Inventaire général des monuments et des richesses artistiques de la France, coll. « Corpus vitrearum. France-Recensement V », mai 1994, 330 p. (ISBN 2-271-05154-1)Recensement des vitraux anciens (Corpus vitrearum, publié sous la direction du Comité international d'histoire de l'art et sous le patronage de l'Union académique internationale. France, série complémentaire
- Martine Callias Bey, Véronique Chaussé, Françoise Gatouillat et Michel Hérold, Les vitraux de Haute-Normandie, Paris, CNRS Éditions. monum éditions du patrimoine, coll. « Corpus vitrearum. France-Recensement VI », 2001, 495 p. (ISBN 2-271-05548-2)
- Françoise Gatouillat et Michel Hérold, Les vitraux de Bretagne, Rennes, Presses université de Rennes, coll. « Corpus vitrearum. France-Recensement-VII », 2005, 367 p. (ISBN 978-2-7535-0151-5)
- Martine Callias Bey et Véronique David, Les vitraux de Basse-Normandie, Rennes, Condé-sur-Noireau, Presses universitaires de Rennes. Éditions Charles Corlet, coll. « Corpus vitrearum. France-Recensement VIII », 2006, 255 p. (ISBN 2-7535-0337-0)
- Martine Callias Bey, « Les édifices néogothiques parisiens et leurs verrières : églises et chapelles catholiques », In Situ. Revue des patrimoines, no 9,‎ 2009 (lire en ligne)
- Françoise Gatouillat et Michel Hérold, Les vitraux d'Auvergne et du Limousin, Rennes, Presses universitaires de Rennes, coll. « Corpus vitrearum. France-Recensement IX », 2011, 327 p. (ISBN 978-2-7535-1381-5)
- Karine Boulanger et Élisabeth Pillet (avec la collaboration de), Les vitraux de Poitou-Charentes et d’Aquitaine, Presses universitaires de Rennes, coll. « Corpus vitrearum. France-Recensement X », 2021, 336 p. (ISBN 978-2-7535-8246-0)
- Michel Hérold (dir.), Les vitraux du midi de la France, Rennes, Presses universitaires de Rennes, coll. « Corpus vitrearum. France-Recensement XI », 2020, 400 p. (ISBN 978-2-7535-7934-7)

### Articles connexes

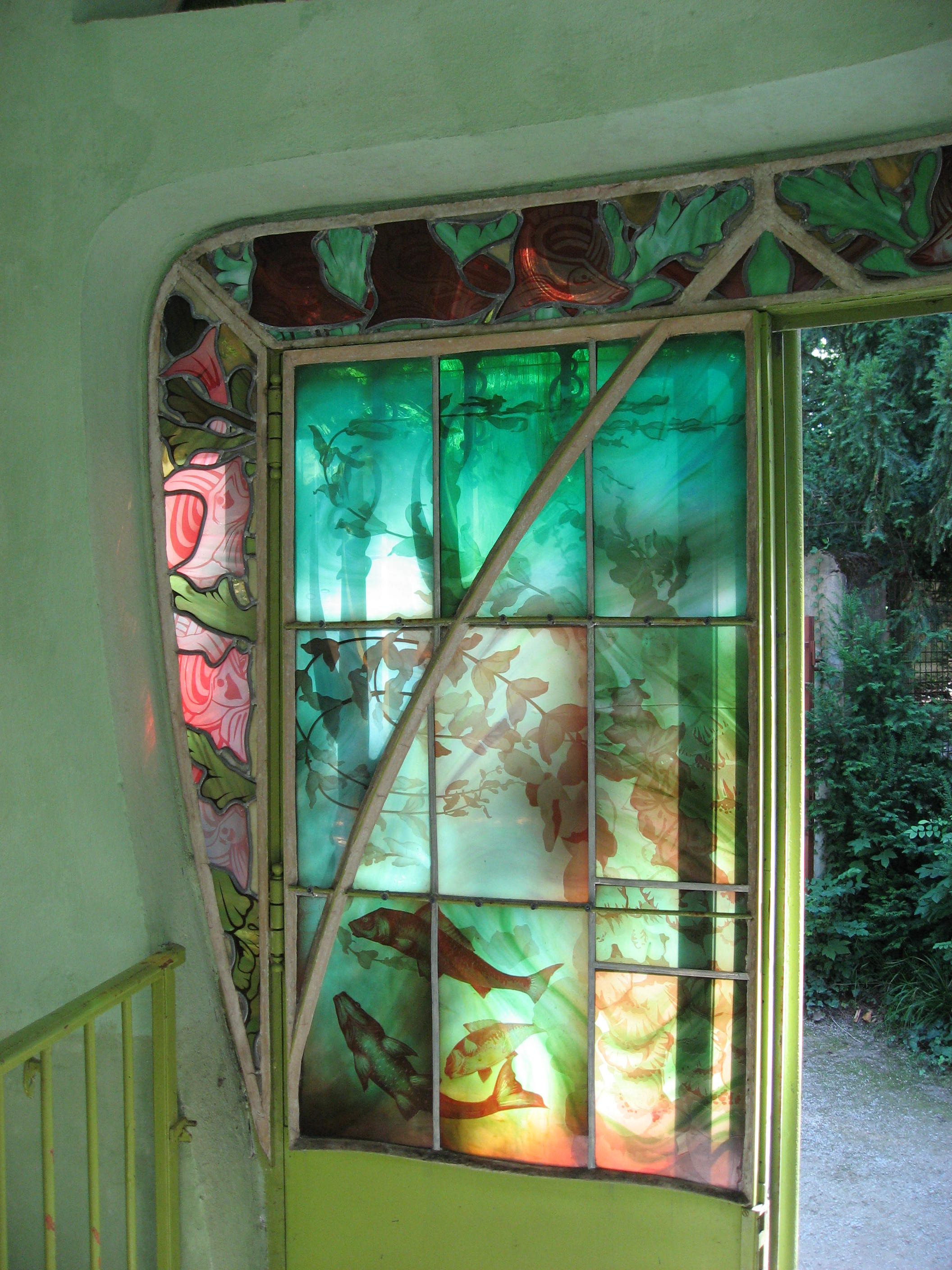
Vitrail de Jacques Grüber, Nancy, 1904.

#### Musées et cités du vitrail
- Musée du Vitrail, à Curzay-sur-Vonne
- Cité du Vitrail à l'Hôtel-Dieu-le-Comte, à Troyes
- Centre International du Vitrail, à Chartres,
- Musée du verre François-Décorchemont, dans l'Eure.

#### Peintres de vitraux
- Arnaud de Moles (1470-1520)
- Engrand Leprince (mort en 1531)
- Linard Gonthier,  (1565-après 1642) actif à Troyes.
- Alfred Gérente (1821-1868)
- Louis Comfort Tiffany (1848-1933)
- Lucien Bégule (1848-1935)
- Albert Besnard (1849-1934)
- Henri Matisse (1869-1954)
- Jacques Gruber (1870-1936) et son fils Jean-Jacques Gruber.
- Jacques Villon (1875-1963)
- Georges-Émile Lebacq (1876-1950)
- Francis Chigot (1879-1960)
- Marc Chagall (1887-1985)
- Mère Geneviève Gallois
- Joseph Sima (1891-1971)
- Marguerite Huré (1895-1967)
- Abel Pineau (1895-1973)
- Jacques Le Chevallier (1896-1987)
- Serge Poliakoff (1900-1969)
- Maria Helena Vieira da Silva (1908-1992)
- Jean Le Moal (1909-2007)
- Raoul Ubac (1910-1985)
- Aurelie Nemours (1910-2005)
- Alfred Manessier (1911-1993)
- René Margotton (1915-2009)
- Pierre Soulages (1919-2022)
- Sergio de Castro (1922-2012)
- Tristan Ruhlmann (1923-1982)
- Jean Weinbaum (1926-2013)
- Gérald Collot (1927-2016)
- Henri Déchanet (1930-)
- Pierre Laffillé (1938-2011)
- Jean-Pierre Raynaud (né en 1939)
- Père Kim En Joong (né en 1940)
- Alain Mongrenier (né en 1940)
- Jan Dibbets (né en 1941)
- Gérard Garouste (né en 1946)
- Joël Mône (né en 1950)
- Éric Bonte (né en 1956)
- Carlo Roccella (né en 1956)
- Jacques Godin (né en 1956)
- Henri Guérin (1929-2009)